# خرپا

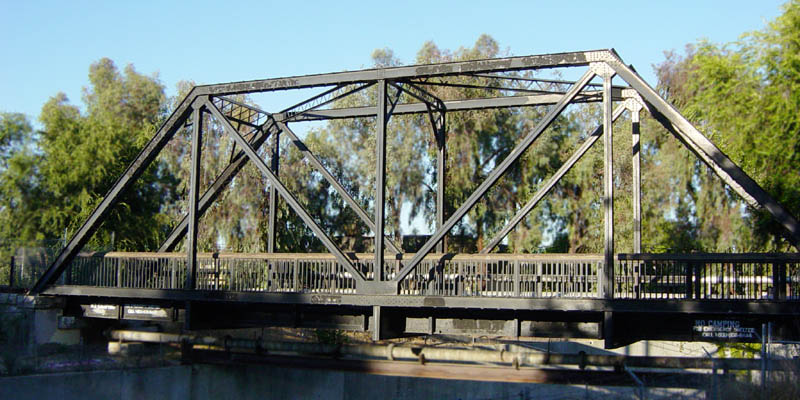
پلی که از خرپا ساخته شده است.

خَرپا (به انگلیسی: Truss) در مهندسی یک سازهٔ مثلثی‌شکل است که از میله‌ها یا تیرهای باریک ساخته می‌شود و این اعضا به‌گونه‌ای به هم وصل شده‌اند که یک ساختار محکم و سبک ایجاد کنند. دلیل استفاده از شکل مثلث این است که مثلث برخلاف مربع یا مستطیل، وقتی نیرو به آن وارد می‌شود شکلش تغییر نمی‌کند، مگر اینکه میله‌ها خودشان خم یا شکسته شوند. به همین خاطر خرپا می‌تواند بار زیادی را تحمل کند بدون اینکه وزنش زیاد شود.
در عمل، مهندسان از خرپا برای ساخت پل‌ها، سقف‌های بزرگ، دکل‌های برق یا برج‌های مخابراتی استفاده می‌کنند، چون این سازه‌ها باید هم سبک باشند و هم بتوانند وزن زیاد یا باد و لرزش را تحمل کنند. مثلا در یک پل خرپایی، تیرهای مورب و عمودی نیرو را به‌طور مساوی پخش می‌کنند و اجازه نمی‌دهند پل خم شود یا فرو بریزد. این ترکیب باعث می‌شود بتوان با مقدار کمی مصالح، سازه‌ای محکم و بادوام ساخت.

## شرح
خرپا سازه‌ای صلب است که از اعضای مستقیم و بدون انحنا تشکیل شده و این اعضا در محل گره‌ها (اتصالات مفصلی) به هم متصل می‌شوند. خرپا معمولاً به‌گونه‌ای طراحی می‌شود که یک شبکهٔ مثلثی پایدار ایجاد کند، زیرا مثلث ساده‌ترین شکل هندسی است که با ثابت‌بودن طول اضلاع، تغییر شکل نمی‌دهد. در مهندسی سازه، خرپا متشکل از «عضو دو نیرویی» است؛ یعنی در هر عضو نیرو تنها در دو نقطهٔ انتهایی آن وارد می‌شود و این نیروها یا کششی هستند یا فشاری. برای آن‌که این شرط برقرار باشد، اتصالات خرپا به‌صورت مفصلی مدل می‌شوند تا گشتاور خمشی به اعضا منتقل نشود.
در خرپای صفحه‌ای، همهٔ اعضا و گره‌ها در یک صفحه قرار دارند، درحالی‌که خرپای فضاکار دارای اعضا و گره‌هایی در سه بعد است. اعضای بالایی (تیر فشاری) معمولاً تحت فشار و اعضای پایینی (تیر کششی) تحت کشش‌اند و اعضای داخلی (شبکه خرپا) نیروی برشی را منتقل می‌کنند. فضاهای میان اعضای داخلی «پنل» یا «چندضلعی» نامیده می‌شوند.
خرپاها از جملهٔ ساده‌ترین سازه‌های باربر هستند و در پل‌ها، سقف‌ها، سالن‌های با دهانهٔ بلند و سازه‌های هوافضا به‌کار می‌روند. به دلیل انتقال نیرو به‌صورت کشش و فشار خالص، استفاده از مقاطع باریک‌تر ممکن است، اما برای جلوگیری از کمانش، به مهاربندی جانبی نیاز است.
مهندس معمار ایتالیایی آندره پلادیو اولین کسی است که نقشه خرپا را کشیده و در آثارش می‌توان آن را پیدا کرد.

## ویژگی‌ها

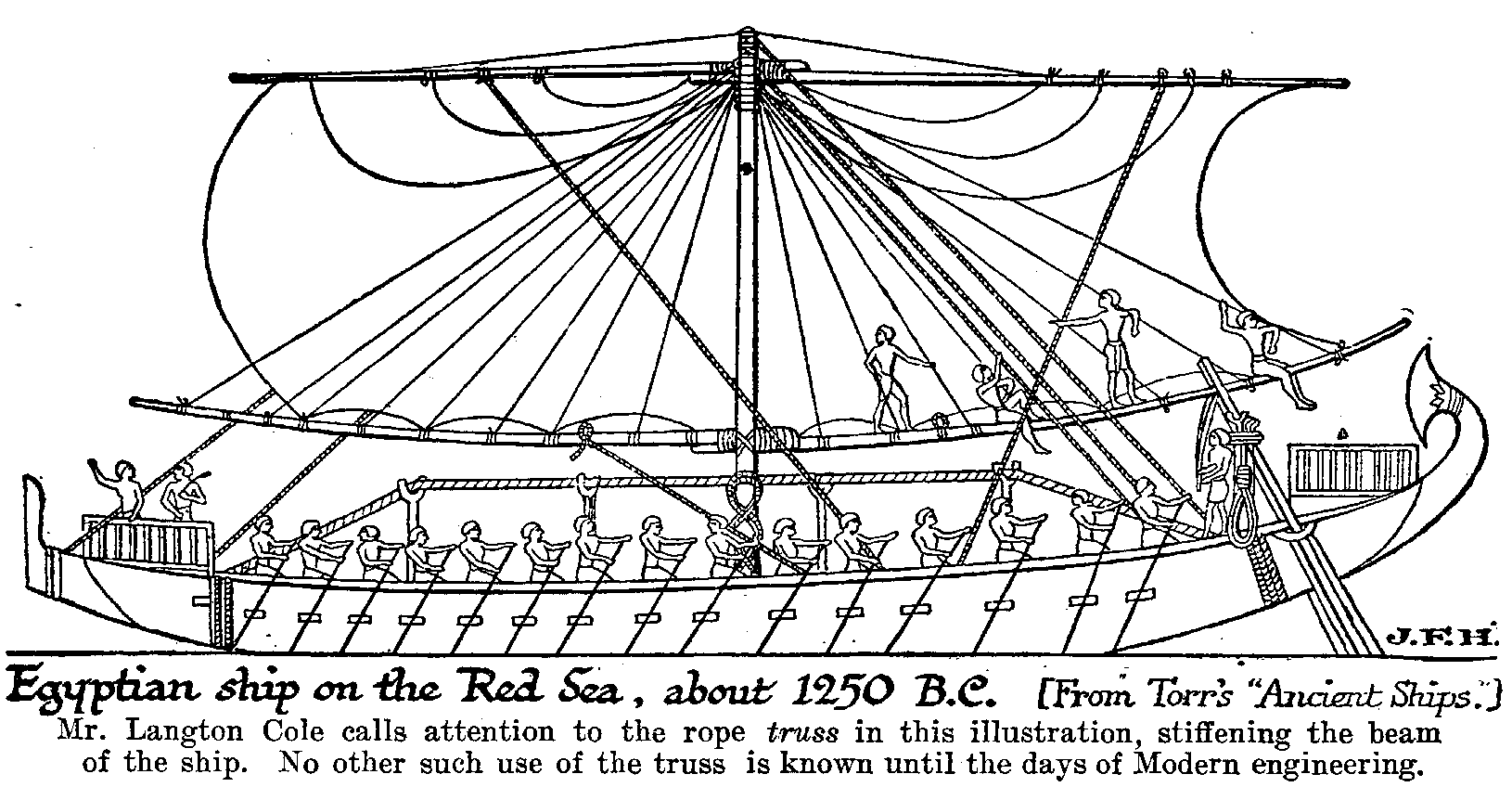
یک کشتی مصری با خرپای طنابی، قدیمی‌ترین نمونهٔ شناخته‌شدهٔ استفاده از خرپا. استفادهٔ رایج از خرپاها تا دوران روم باستان متداول نشد.

یک خرپا معمولاً (اما نه لزوماً) از اعضای مستقیم تشکیل شده است که در محل اتصالاتی موسوم به «گره‌های پنلی» (panel points) به هم متصل می‌شوند. خرپاها غالباً (اما نه لزوماً) از مثلث‌ها ساخته می‌شوند، زیرا این شکل و طراحی از نظر سازه‌ای پایدار است. مثلث ساده‌ترین شکل هندسی است که در صورت ثابت‌بودن طول اضلاع، شکل خود را تغییر نمی‌دهد. در مقایسه، یک شکل چهارضلعی برای حفظ شکل خود باید هم طول اضلاع و هم اندازهٔ زاویه‌ها ثابت بماند.

## انواع بر اساس ساختار
- خرپای ساده (Simple Truss)، از یک مثلث بنیادی تشکیل می‌شود و با افزودن جفت عضو و یک گره جدید توسعه می‌یابد. نمونهٔ کلاسیک آن قاب دوچرخهٔ الماسی است.[۷]
- خرپای مرکب (Compounded Truss)، از اتصال دو یا چند خرپای ساده ساخته می‌شود.
- خرپای مبهم، شرایط دو نوع قبل را ندارد و تحلیل پایداری آن نیازمند بررسی جداگانه است.

## انواع بر اساس بعد
- خرپای دوبعدی، همهٔ اعضا در یک صفحه‌اند و برای بارهای صفحه‌ای و ابعاد متناسب مناسب است.
- خرپای سه‌بعدی (Space Frame یا فضاکار)، شامل شبکهٔ سه‌بعدی از اعضاست و توان تحمل بار در هر سه محور را دارد، اما حجیم‌تر است.[۸]
- خرپای چندگانه، ترکیبی برای حذف نقاط ضعف دو نوع قبل با مقاومت خمشی و کمانشی بهتر.

## نمونه‌های شناخته‌شده
- پرات (Pratt truss) – اعضای عمودی تحت فشار و اعضای قطری تحت کشش؛ پرکاربرد در پل‌ها.
- هاو (Howe truss) – برعکس پرات، اعضای قطری تحت فشار و عمودی تحت کشش.
- وارن (Warren truss) – متشکل از مثلث‌های متساوی‌الاضلاع متناوب.
- قوسی (Bowstring) – اعضای بالایی قوس‌دار، مناسب سقف‌های انبار و آشیانهٔ هواپیما.[۹]
- فینک (Fink) – برای سقف‌ها با دهانهٔ متوسط.
- K-Truss، بالتیمور' و پارکر – برای پل‌های با دهانه‌های بزرگ.
- King Post و Queen Post – از ساده‌ترین انواع، مناسب دهانه‌های کوتاه.
- عدسی (Lenticular) – اعضای بالا و پایین قوس‌دار به‌شکل عدسی.
- شبکه‌ای (Town's Lattice) – استفاده از اعضای چوبی مورب به‌شکل مشبک.

مدل‌های خرپا:
| نوع خرپا             | شکل خرپا | جنس خرپا                        | محل استفاده                                              | توضیحات                                                          |
| پرات (Pratt)         |          | معمولا فولاد، در بعضی موارد چوب | معمولا در سقف و پل                                       | دهانه حداکثر در حدود ۳۰ الی ۶۰ متر                               |
| هاو (Howe)           |          | معمولا چوب                      | معمولا در سقف، در گذشته برای سخت پل نیز مورد استفاده بود | دهانه حد اکثر حدود ۳۰ متر                                        |
| فینک (Fink)          |          | معمولا فولاد                    | معمولا در سقف                                            | معمولا دهانه در حدود ۲۰ متر                                      |
| قوسی (Bowst ring)    |          | معمولا فولاد                    | معمولا در سقف                                            | معمولا برای سقف انبارها و گاراژها، دهانه ممکن است به ۳۰ متر برسد |
| وارن (Warren)        |          | فولاد                           | معمولا در پل                                             | دهانه تا حدود ۶۰ متر                                             |
| پارکر (Parker)       |          | فولاد                           | معمولا در پل                                             | دهانه‌های حدود ۵۰ تا ۱۰۰ متر                                      |
| بالتیمور (Baltimore) |          | فولاد                           | معمولا در پل                                             | دهانه‌های بیش از ۱۰۰ متر                                          |
| خرپا ی K) K truss)   |          | فولاد                           | معمولا در پل                                             | دهانه‌های بیش از ۱۰۰ متر                                          |

## طراحی و تحلیل
شرط کلی برای پایداری خرپای دوبعدی این است که تعداد اعضا و گره‌ها رابطهٔ {\displaystyle m=2j-3} را برقرار کنند (m = تعداد اعضا، j = تعداد گره‌ها). اگر تعداد اعضا کمتر باشد، سازه ناپایدار است. تحلیل خرپا معمولاً با فرض بارگذاری در گره‌ها انجام می‌شود تا اعضا فقط تحت کشش یا فشار باشند و نیروی برشی و گشتاور در آن‌ها ناچیز باشد.
طراحی شامل انتخاب سطح مقطع اعضا بر اساس نیروهای محاسبه‌شده و ضریب ایمنی، و سپس طراحی اتصالات (پیچی، پرچی یا جوشی) به‌صورت صلب، نیمه‌صلب یا مفصلی است. در پروژه‌های ساختمانی، عوامل اقتصادی، زیبایی‌شناسی و روش ساخت نیز بر انتخاب نوع خرپا و جزئیات آن اثر می‌گذارند.

### خرپای ساده

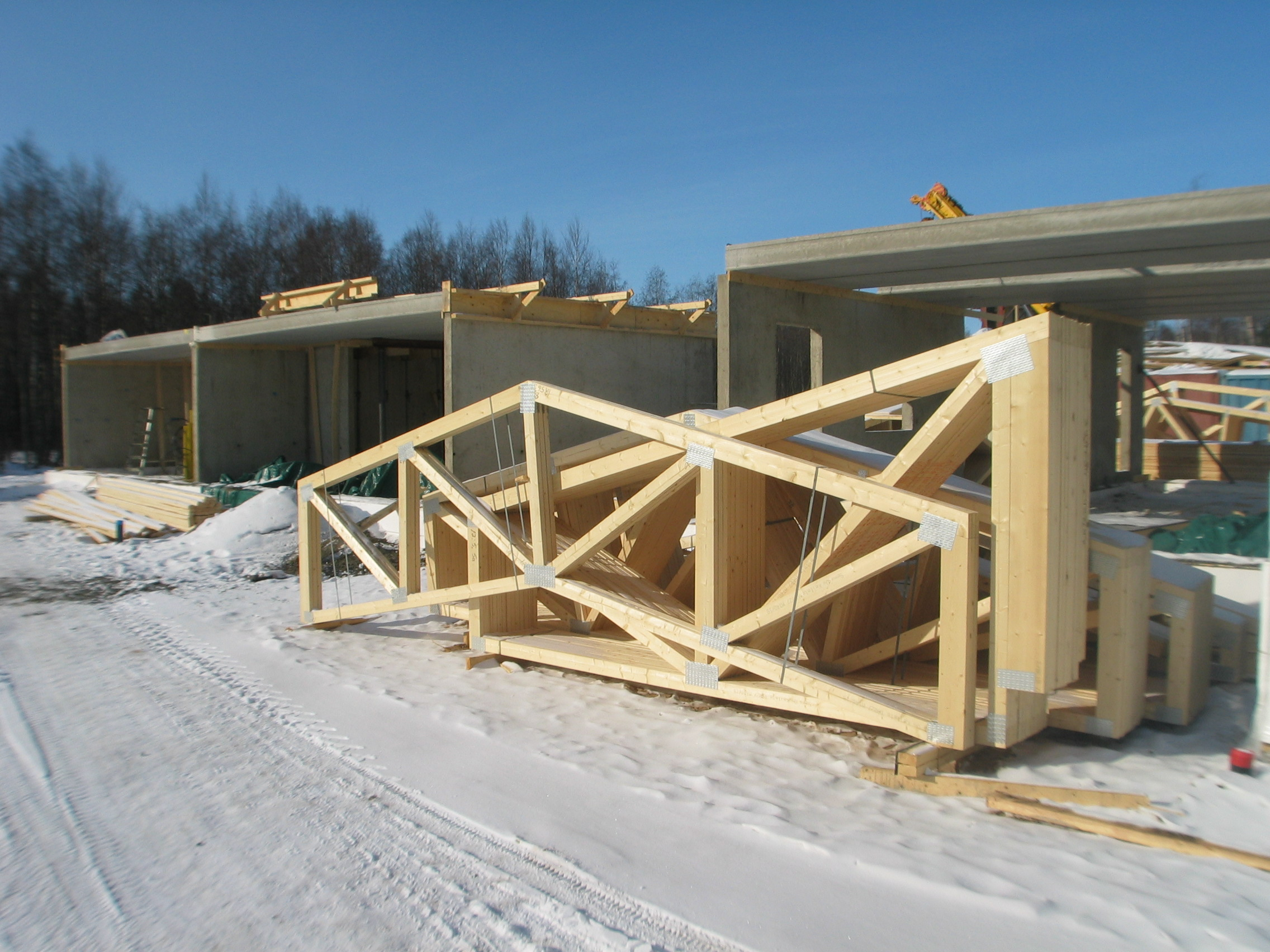
خرپاهای سقفی صفحه‌ای

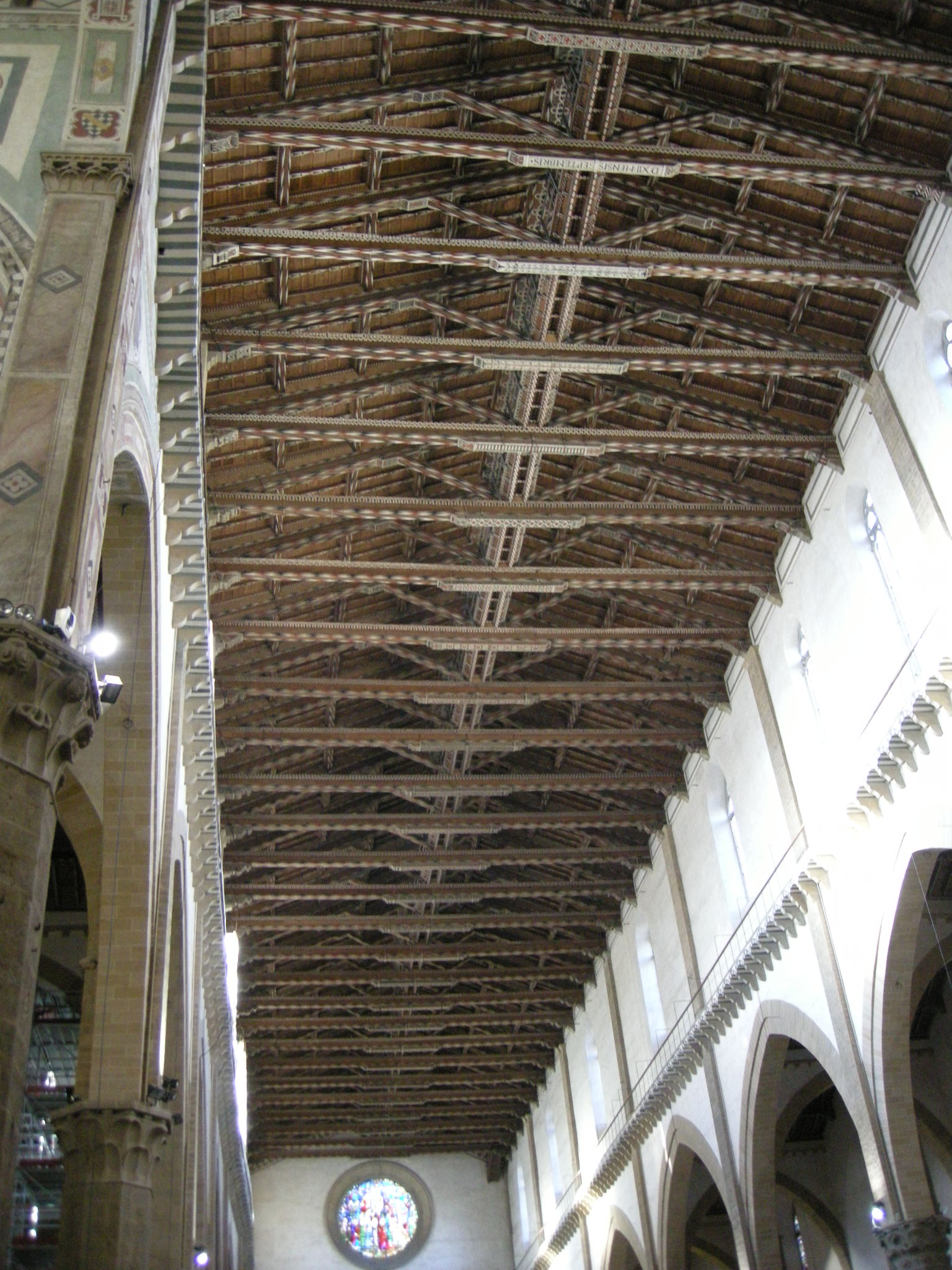
خرپاهای سقف کلیسای سانتا کروچه در فلورانس

ساده‌ترین شکل خرپا یک مثلث منفرد است. این نوع خرپا را می‌توان در سقف‌های قاب‌بندی‌شده، شامل رافترها و تیرچه سقف، و همچنین در سازه‌های مکانیکی دیگر مانند بدنه دوچرخه و هواگرد مشاهده کرد. به دلیل پایداری این شکل و روش‌های تحلیل نیروهای داخلی آن، خرپایی که به‌طور کامل از مثلث‌ها ساخته شده باشد، «خرپای ساده» نامیده می‌شود. با این حال، خرپای ساده اغلب به‌طور محدودتر این‌گونه تعریف می‌شود که باید از طریق افزودن پیاپی جفت اعضا ساخته شود، به‌طوری که هر جفت به دو گرهٔ موجود متصل شده و با هم یک گرهٔ جدید بسازند؛ و این تعریف لزوماً به معنای ساخته‌شدن خرپا فقط از مثلث‌ها نیست. قاب سنتی دوچرخه با شکل الماس، که از دو مثلث متصل تشکیل شده، نمونه‌ای از خرپای ساده است.

### خرپای صفحه‌ای

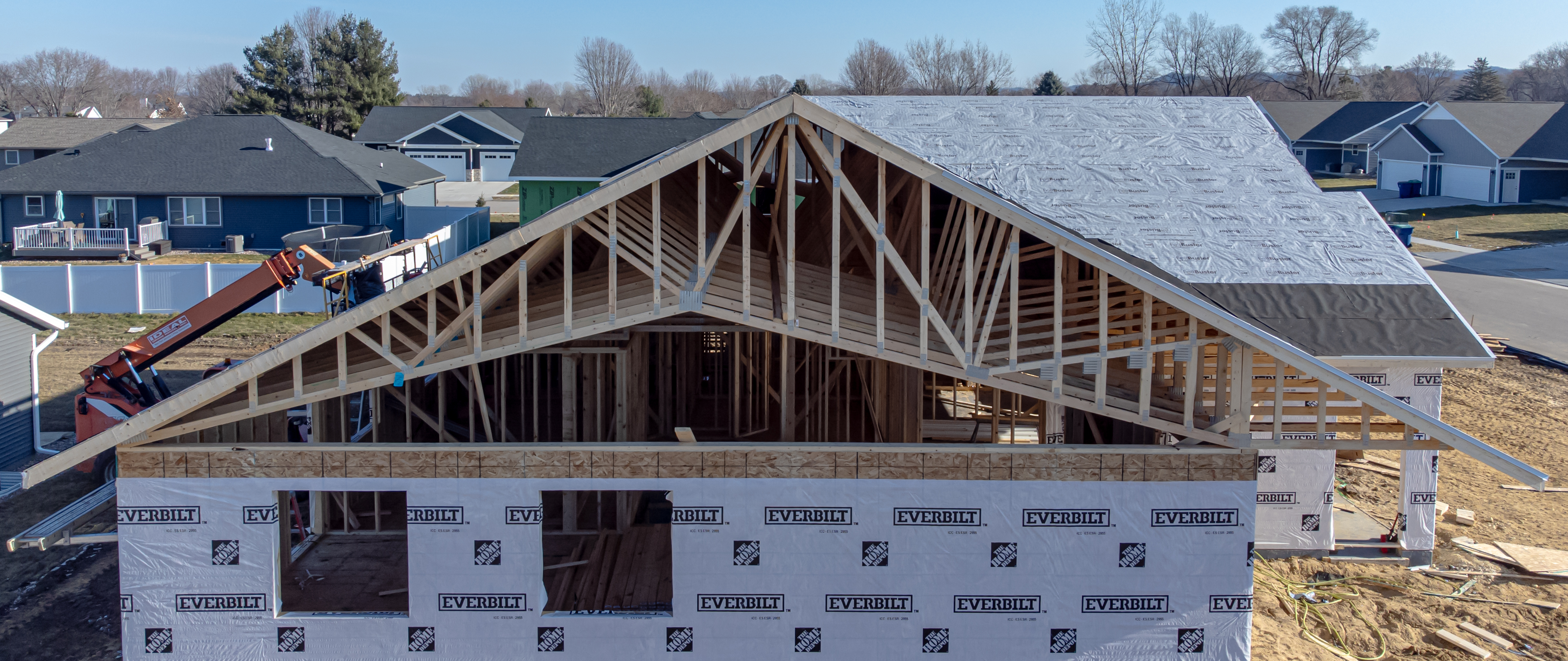
خرپای سقف

خرپای صفحه‌ای در یک صفحهٔ واحد قرار دارد. خرپاهای صفحه‌ای معمولاً به‌صورت موازی برای ساخت سقف‌ها و پل‌ها استفاده می‌شوند.
عمق خرپا یا فاصلهٔ عمودی میان اعضای بالایی و پایینی، عامل اصلی کارآمدی آن است. یک شاه‌تیر یا تیر (سازه) با مقاومت مشابه، نسبت به خرپا وزن و هزینهٔ مصالح بیشتری خواهد داشت. برای یک دهانهٔ مشخص، خرپای عمیق‌تر به مصالح کمتری در اعضای بالایی و پایینی و به مصالح بیشتری در اعضای عمودی و مورب نیاز دارد. عمق بهینهٔ خرپا، کارایی آن را به حداکثر می‌رساند.

### خرپای فضاکار
یک خرپای فضاکار، چارچوبی سه‌بعدی از اعضاست که در انتهای خود به‌صورت مفصلی متصل می‌شوند. ساده‌ترین نوع خرپای فضاکار، چهاروجهی است که شامل شش عضو متصل به چهار گره است. سازه‌های صفحه‌ای بزرگ ممکن است از چهاروجهی‌هایی با لبه‌های مشترک ساخته شوند و همچنین در سازه‌های پایهٔ دکل‌های انتقال برق آزادایستادهٔ بزرگ به کار روند.

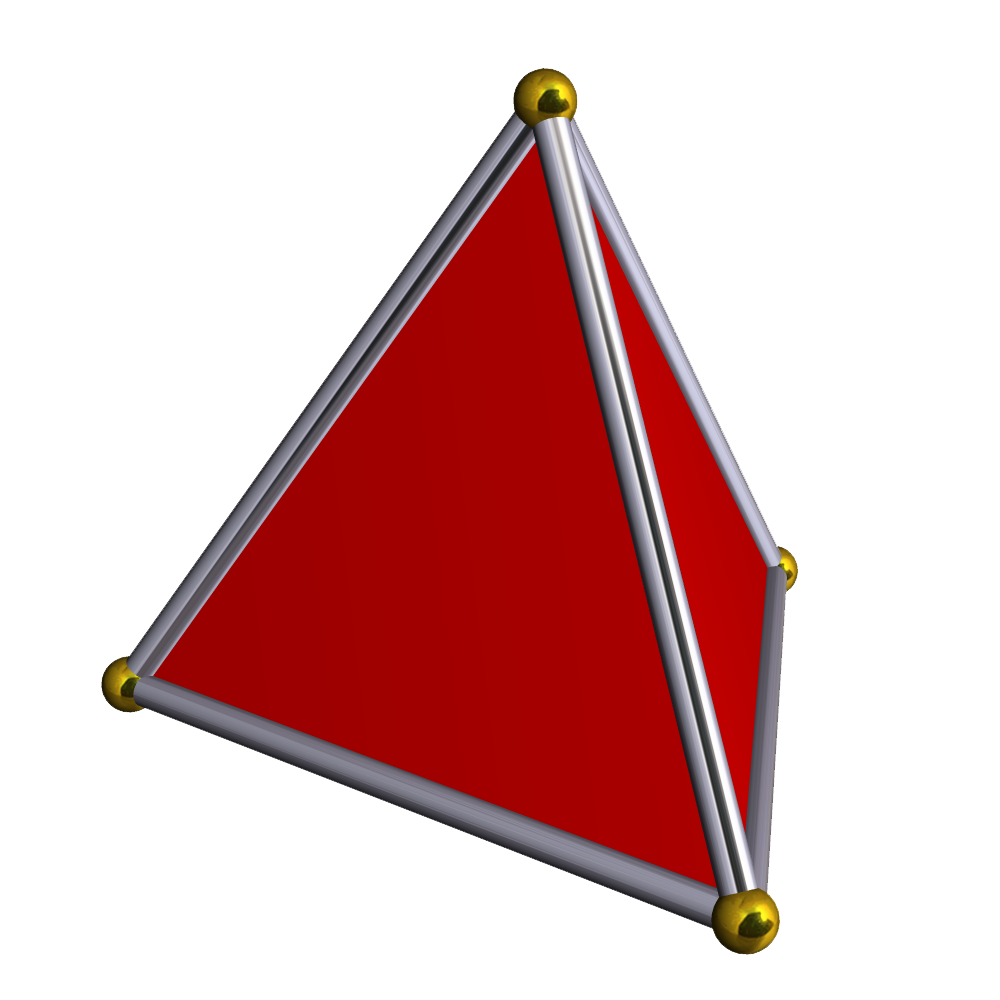
چهاروجهی ساده
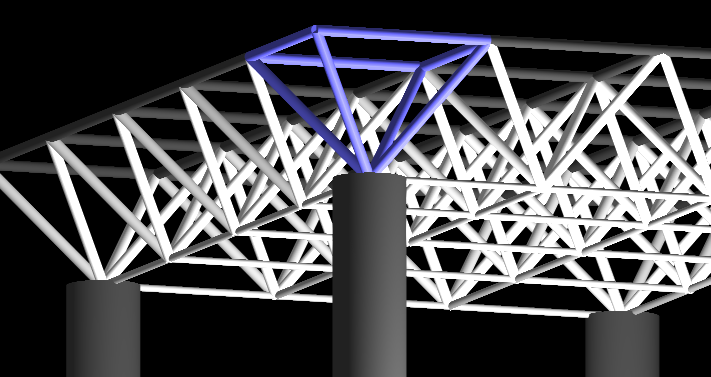
طرح یک خرپای فضاکار مانند آنچه در سقف‌ها استفاده می‌شود
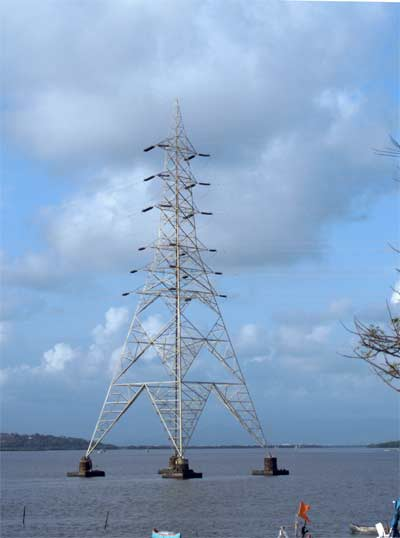
یک دکل برق با سازهٔ خرپایی سه‌بعدی

## توضیح بیشتر انواع
برای فهرست کامل‌تر انواع خرپا، بنگرید به پل خرپایی.
دو نوع اصلی خرپا عبارتند از:

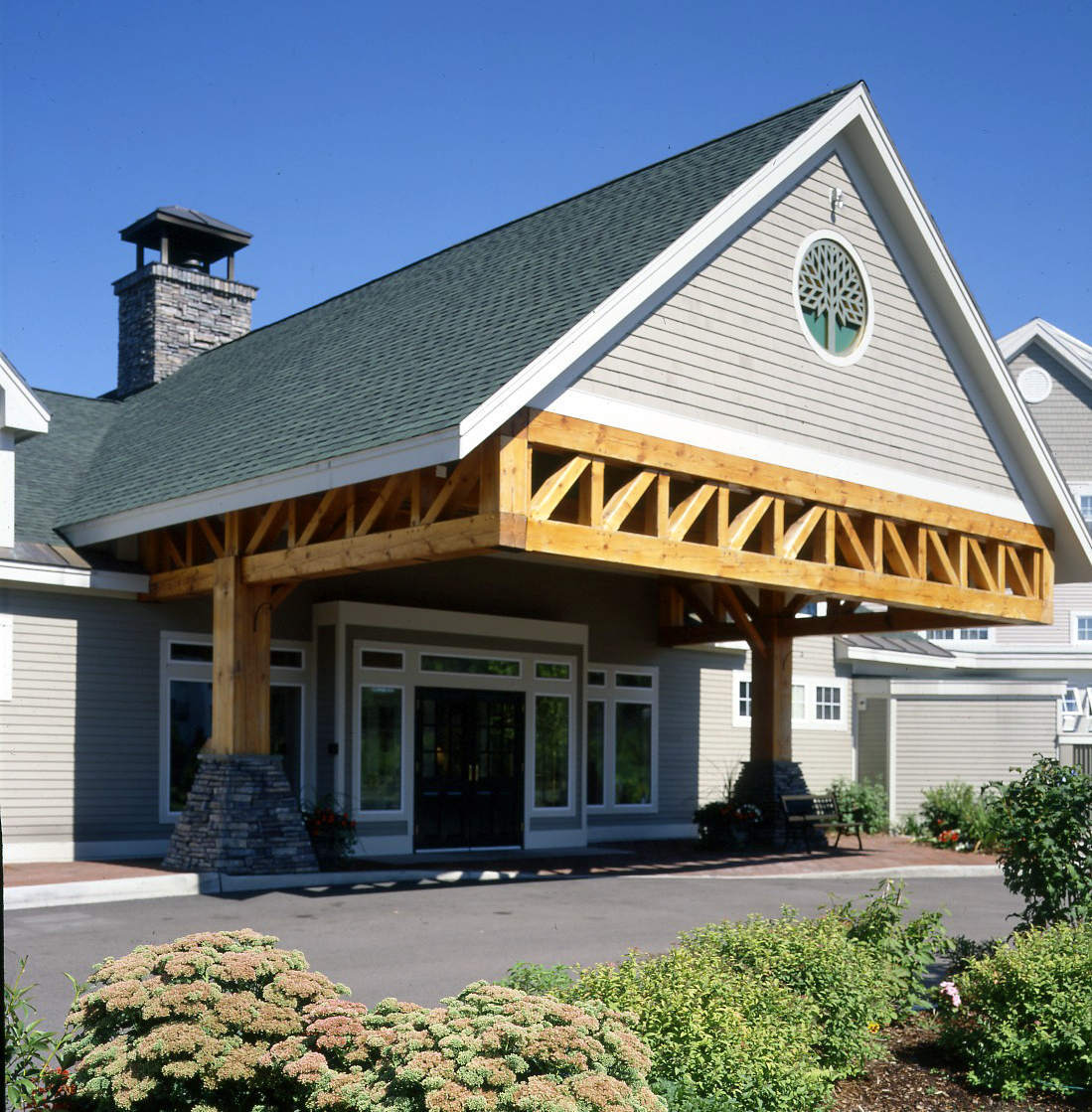
یک خرپای هاو بزرگ چوبی در یک ساختمان تجاری

- خرپای شیب‌دار یا رایج، که دارای شکل مثلثی است و بیشتر در ساخت سقف به‌کار می‌رود. برخی خرپاهای رایج بر اساس آرایش شبکهٔ داخلی (web configuration) نام‌گذاری می‌شوند. ابعاد اعضای اصلی و آرایش شبکه بر اساس دهانه، بار و فاصلهٔ خرپا تعیین می‌شود.
- خرپای با وترهای موازی یا مسطح، که اعضای بالایی و پایینی آن موازی‌اند و بیشتر برای ساخت کف استفاده می‌شود.

ترکیب این دو نوع، «خرپای بریده» نام دارد که در ستیغ بام کاربرد دارد. خرپای چوبی با اتصال صفحات فلزی نمونه‌ای از خرپاهای سقف یا کف است که اعضای چوبی آن با صفحهٔ اتصال خرپا به هم متصل می‌شوند.

### خرپای وارن
اعضای خرپا به صورت مجموعه‌ای از مثلث‌های متساوی‌الاضلاع متناوب رو به بالا و پایین قرار می‌گیرند.

### خرپای اُکتت
اعضای خرپا از مثلث‌های متساوی‌الاضلاع هم‌اندازه ساخته شده‌اند. حداقل ترکیب آن شامل دو چهاروجهی منتظم به‌هم‌پیوسته و یک هشت‌وجهی است که می‌توانند فضای سه‌بعدی را در آرایش‌های گوناگون پر کنند.

### خرپای پرات

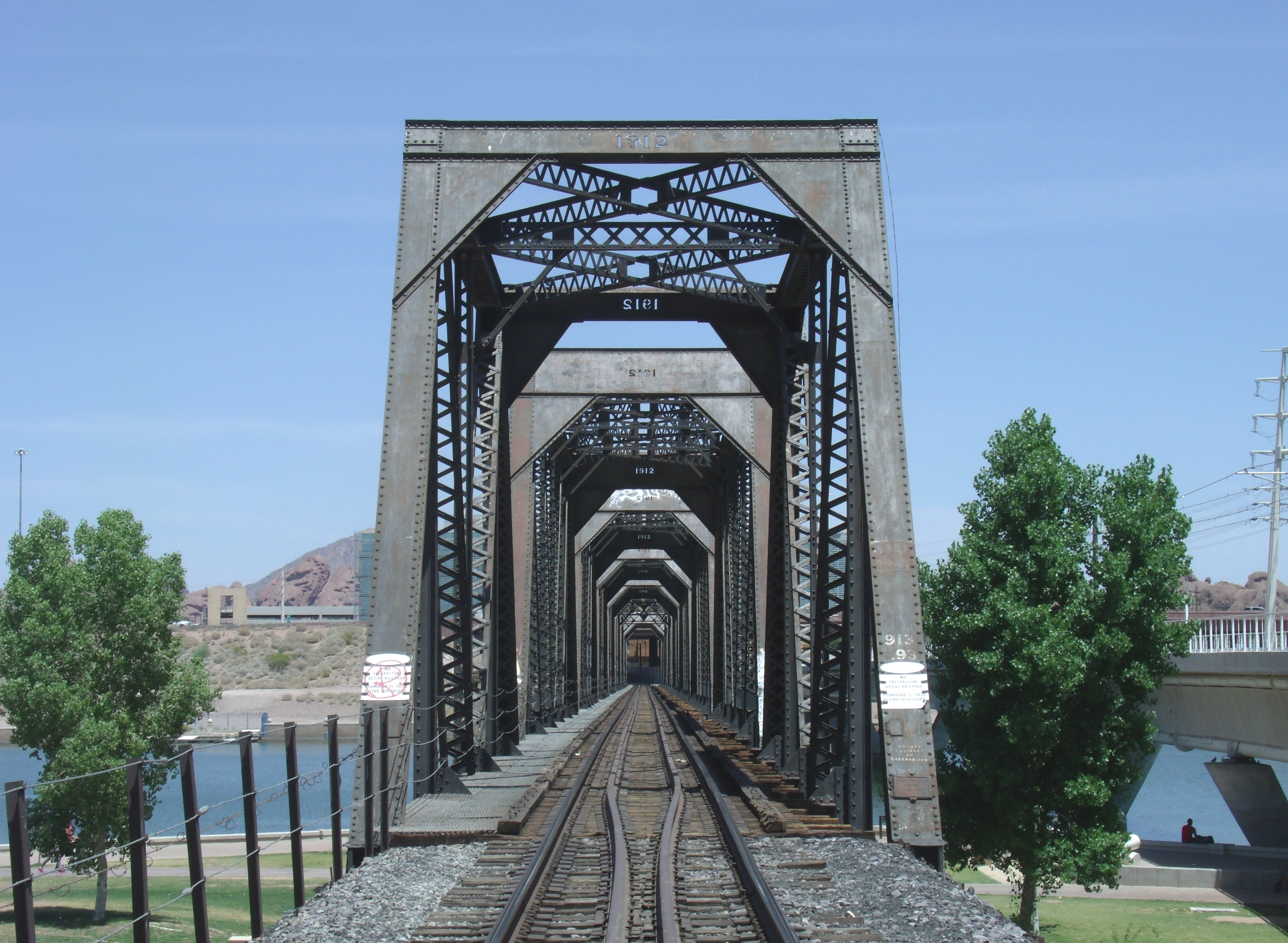
پل راه‌آهن سالت ریور در تمپی، آریزونا

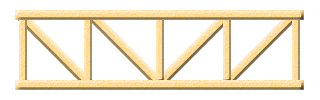
خرپای پرات

خرپای پرات در سال ۱۸۴۴ توسط دو مهندس راه‌آهن اهل بوستون، کالب پرات و پسرش توماس ویلیس پرات، به ثبت رسید. این طراحی از اعضای عمودی برای [[تراکم (فیزیک)|فشار] و از اعضای مورب برای [[کشش (فیزیک)|کشش] استفاده می‌کند. طرح پرات همچنان با تغییر جنس اعضا از چوب به آهن و سپس به فولاد، محبوب باقی مانده است. دلیل این محبوبیت احتمالاً این است که در این پیکربندی، اعضای مورب بلند فقط تحت کشش ناشی از بارهای ثقلی قرار می‌گیرند و بنابراین اثرات لاغری و کمانش تحت فشار بر طراحی آن‌ها حاکم نمی‌شود.
پل اسپی در تمپی آریزونا، یک پل خرپایی به طول ۳۹۳ متر است که در سال ۱۹۱۲ ساخته شد و هنوز در حال استفاده است. این سازه شامل ۹ دهانهٔ خرپای پرات با طول‌های متفاوت است.
پرنده رایت نیز در ساخت بال‌های خود از خرپای پرات استفاده کرده است، زیرا کوتاه‌بودن اعضای تحت فشار موجب کاهش پسار می‌شد.

### خرپای شبکه‌ای تاون

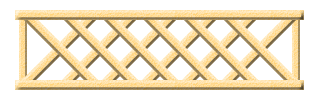
خرپای شبکه‌ای

ایتایل تاون، معمار آمریکایی، خرپای شبکه‌ای تاون را به‌عنوان جایگزینی برای پل‌های سنگینِ الواری طراحی کرد. طرح او که در سال‌های ۱۸۲۰ و ۱۸۳۵ ثبت اختراع شد، از تخته‌هایی آسان‌حمل تشکیل می‌شد که به‌صورت مورب و با فاصله‌های کوتاه از هم چیده می‌شدند تا یک شبکه ایجاد کنند.

### خرپای قوسی (Bowstring)

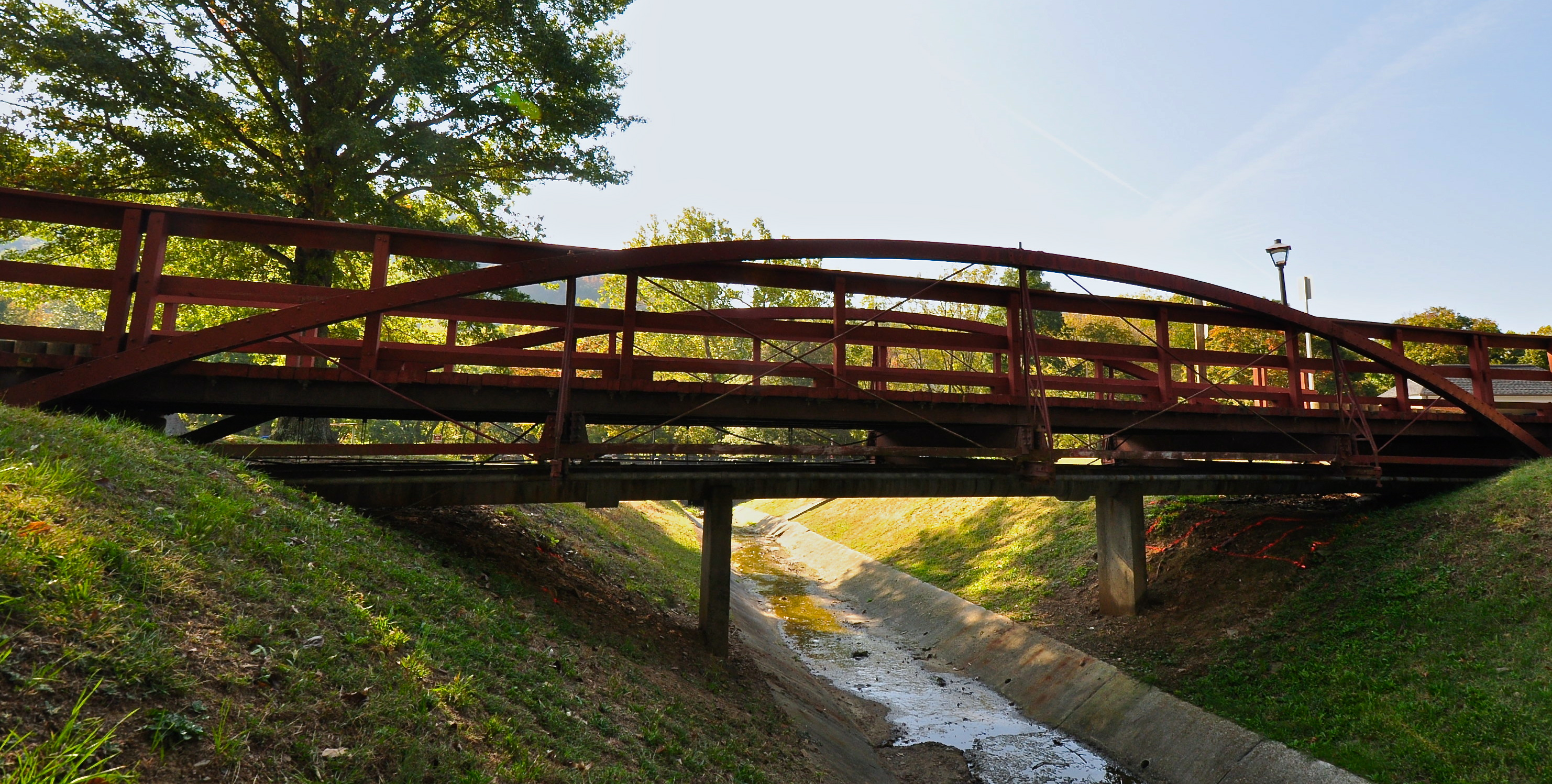
یک خرپای قوسی به‌کاررفته در قدیمی‌ترین پل فلزی ویرجینیا

خرپاهای قوسی که نامشان از شکلشان گرفته شده، نخستین بار در پل‌های خرپایی قوسی استفاده شدند و اغلب با پل قوسی با مهاربند کششی اشتباه گرفته می‌شوند.
در جریان جنگ جهانی دوم هزاران خرپای قوسی برای نگه‌داشتن سقف‌های منحنی آشیانه‌های هواپیما و سایر ساختمان‌های نظامی به‌کار رفت. انواع مختلفی از این خرپا وجود دارد که در آن‌ها، اعضای رابط میان گره‌های قوس بالایی و ردیف مستقیم اعضای پایینی، از مثلث‌های تقریباً متساوی‌الساقین تا گونه‌ای از خرپای پرات متفاوت است.

### خرپای ستون پادشاه و ستون ملکه

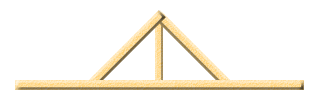
خرپای ستون پادشاه

یکی از ساده‌ترین گونه‌های خرپا برای اجرا، خرپای ستون پادشاه است که شامل دو عضو مورب متمایل به یک ستون عمودی مرکزی است.

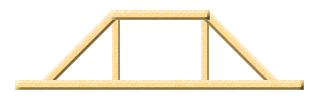
خرپای ستون ملکه

خرپای ستون ملکه (Queen Post) شبیه به ستون پادشاه است، با این تفاوت که در میانهٔ سازه یک بخش افقی افزوده شده که با عملکرد تیر پایداری سازه را فراهم می‌کند. این نوع خرپا تنها برای دهانه‌های نسبتاً کوتاه مناسب است.
| خرپاهای ستون ملکه در وسایل نقلیه ریلی |
| --- |
| گونه‌ای از خرپای ستون ملکه، که زمانی در واگن‌های باری و مسافری – به‌ویژه آن‌هایی که بدنهٔ چوبی داشتند – رایج بود، نسخهٔ وارونهٔ این طراحی در پل‌ها است. این طرح ابتدا در واگن‌هایی با شاسی چوبی (و در برخی واگن‌های اولیهٔ با شاسی فولادی کم‌عمق) به‌کار رفت تا در برابر خمش عمودی مقاومت بیشتری داشته باشد و واگن را نسبت به گزینه‌های موجود در آن زمان، مستحکم‌تر یا سبک‌تر کند. با رواج فولادهای ارزان‌تر و مقاوم‌تر و استفاده از تیر میانی فولادی، این طراحی کنار گذاشته شد. |

### خرپای عدسی

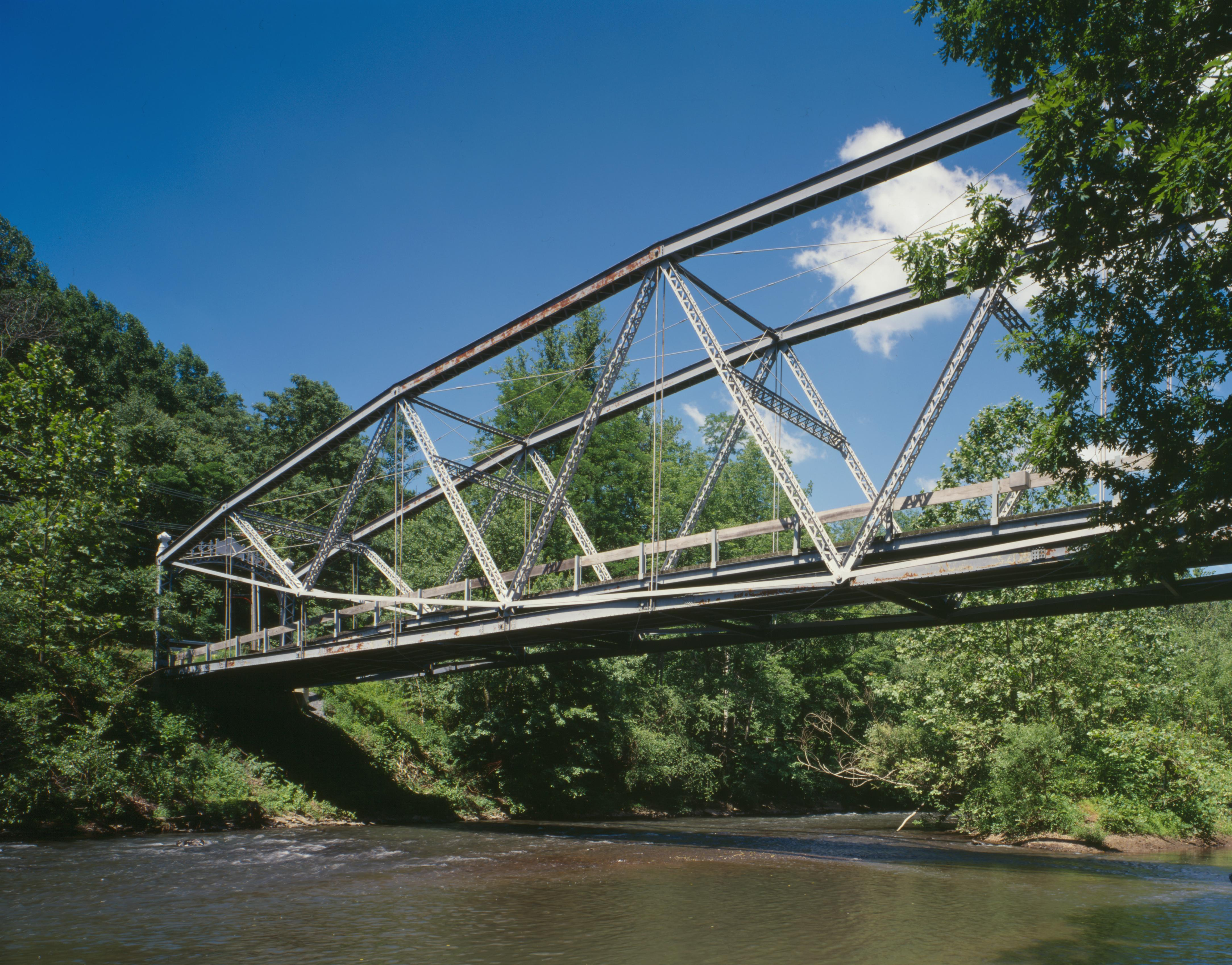
پل واترویل در پارک ایالتی سواتارا در پنسیلوانیا، یک خرپای عدسی است.

خرپاهای عدسی که در سال ۱۸۷۸ توسط ویلیام داگلاس ثبت اختراع شدند (هرچند پل گانلس ساختهٔ ۱۸۲۳ نخستین نمونهٔ این نوع بود)، دارای وترهای بالایی و پایینی قوس‌دار هستند که شکل یک عدسی را تشکیل می‌دهند. پل خرپایی عدسی، پلی است که خرپای عدسی آن بالاتر و پایین‌تر از عرشهٔ پل امتداد دارد.

### سازهٔ ویراندل

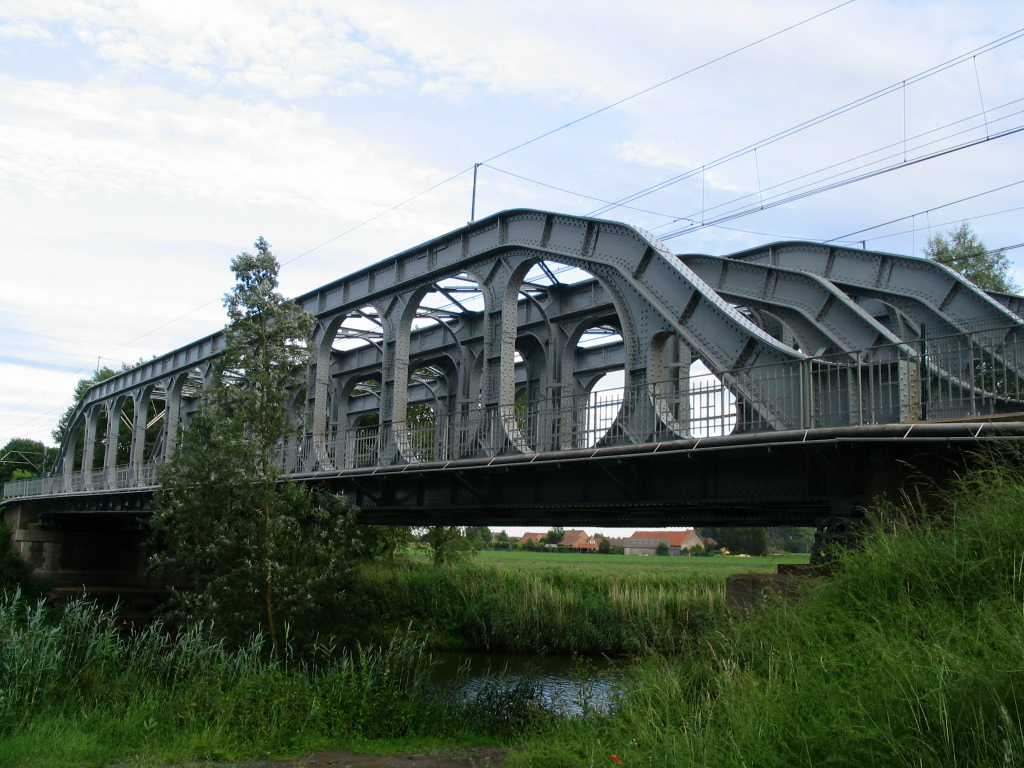
یک پل ویراندل که فاقد اعضای مورب در ساختار اصلی است

اعضای یک سازهٔ ویراندل به‌صورت مثلث‌بندی‌شده نیستند و دهانه‌های چهارگوش ایجاد می‌کنند. این سازه دارای قاب صلب با اتصالات گیردار است که توان انتقال و مقاومت در برابر گشتاور خمشی را دارند. به همین دلیل، این سازه تعریف متعارف خرپا را ندارد، زیرا شامل اعضایی است که دو نیرویی نیستند؛ در حالی‌که خرپاهای معمولی دارای اتصالات مفصلی هستند و فرض می‌شود که در آن‌ها گشتاور در محل اتصال وجود ندارد. این نوع سازه به نام مهندس بلژیکی آرتور ویراندل که در سال ۱۸۹۶ این طراحی را ابداع کرد، نام‌گذاری شده است. استفاده از این نوع در پل‌ها به‌دلیل هزینهٔ بیشتر نسبت به خرپاهای مثلثی‌شکل، کم است؛ اما در ساختمان‌ها مزیت آن این است که بخش بزرگی از پوستهٔ خارجی بدون مانع باقی می‌ماند و بنابراین می‌توان آن را برای پنجره‌ها و درگاه‌ها به‌کار برد. در برخی کاربردها، این امر نسبت به سیستم قاب بادبندی که با اعضای مورب بخشی از نما را مسدود می‌کند، ترجیح داده می‌شود.

### طراحی اعضا
می‌توان خرپا را همچون یک تیر در نظر گرفت که جان آن به‌جای یک صفحهٔ پیوسته، از مجموعه‌ای اعضای جدا از هم تشکیل شده است. در خرپا، عضو افقی پایینی («وتر پایینی») و عضو افقی بالایی («وتر بالایی») به‌ترتیب کشش و فشار را تحمل می‌کنند و همان کارکرد فلنج‌های یک تیرآی را دارند. این‌که کدام وتر کشش یا فشار را تحمل کند، به جهت کلی خمش بستگی دارد. در نمونهٔ خرپای نشان‌داده‌شده در تصویر سمت راست بالا، وتر پایینی تحت کشش و وتر بالایی تحت فشار است.
اعضای مورب و قائم، «جان خرپا» را تشکیل می‌دهند و تنش برشی را منتقل می‌کنند. هر یک از این اعضا نیز به‌صورت جداگانه تحت کشش یا فشار قرار دارند و چیدمان دقیق نیروها به نوع خرپا و دوباره به جهت خمش بستگی دارد. در نمونهٔ خرپای نشان‌داده‌شده، اعضای قائم تحت کشش و اعضای مورب تحت فشار هستند.

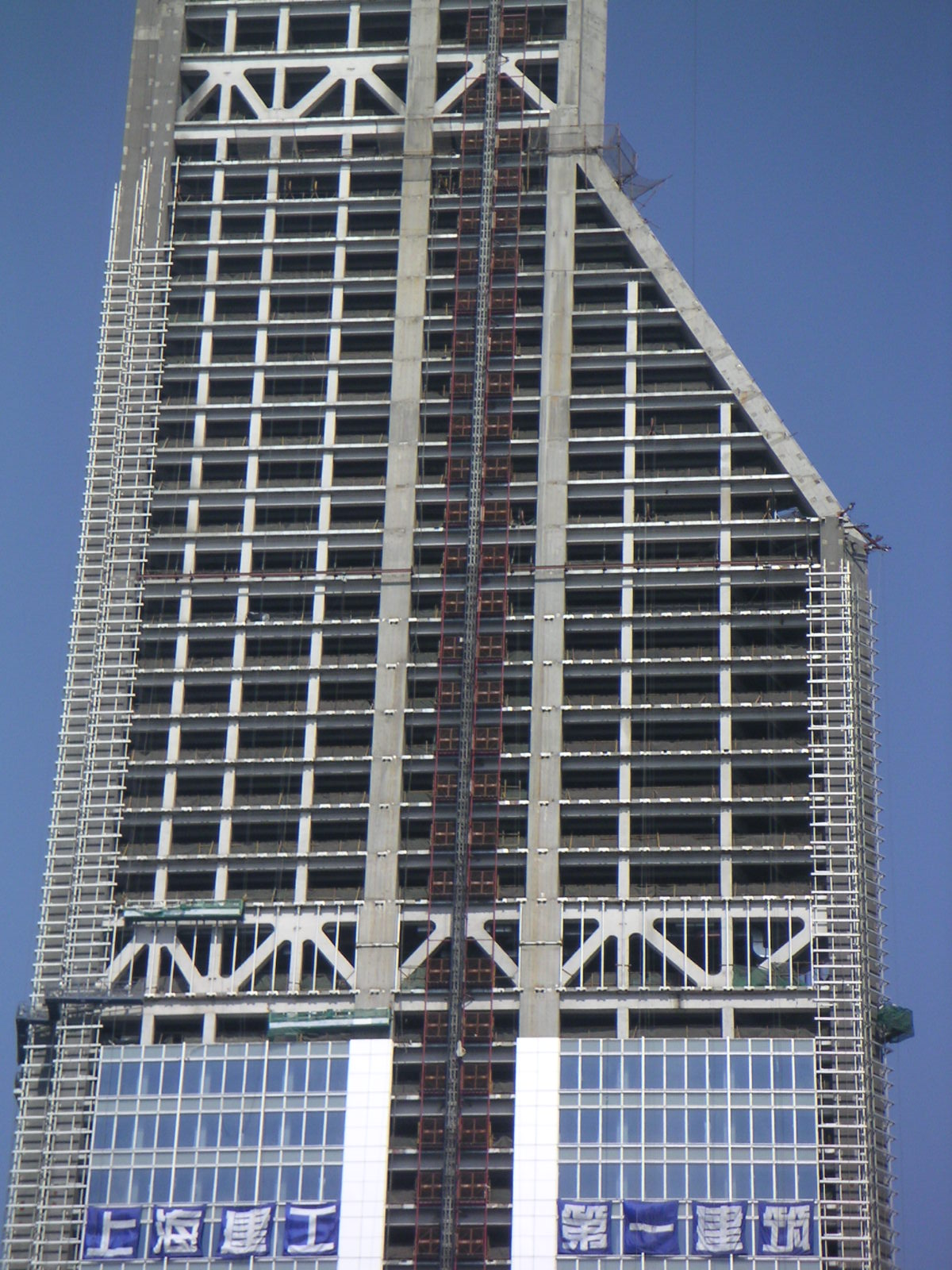
بخش‌های خرپایی، این ساختمان در شانگهای را در حین ساخت پایدار کرده و محل طبقات مکانیکی خواهند بود

علاوه بر تحمل نیروهای ایستا، اعضای خرپا نقش دیگری در پایدارسازی یکدیگر و جلوگیری از کمانش دارند. در تصویر بالا، وتر بالایی با وجود مهاربندی و سختی اعضای جان از کمانش محافظت شده است.
انتخاب این اجزا بیش از هر چیز تصمیمی مهندسی بر پایهٔ ملاحظات اقتصادی است، که میان هزینهٔ مواد خام، ساخت در خارج از محل، حمل اجزا، نصب در محل، دسترسی به تجهیزات و هزینهٔ نیروی کار تعادل ایجاد می‌کند. در مواردی نیز ظاهر سازه اهمیت بیشتری پیدا می‌کند و بر تصمیمات طراحی فراتر از ملاحظات اقتصادی اثر می‌گذارد. مواد امروزی مانند بتن پیش‌تنیده و روش‌های ساخت مانند جوشکاری خودکار، طراحی پل‌های مدرن را به‌شکل قابل‌توجهی دگرگون کرده‌اند.
پس از تعیین نیروی وارد بر هر عضو، گام بعدی تعیین سطح مقطع عضو است. برای اعضای تحت کشش، سطح مقطع A از رابطهٔ A = F × γ / σy به‌دست می‌آید، که در آن F نیروی وارد بر عضو، γ ضریب ایمنی (معمولاً ۱٫۵ و بسته به ضوابط ساخت‌وساز ساختمان) و σy مقاومت کششی نهایی فولاد مورد استفاده است.
اعضای تحت فشار نیز باید به‌گونه‌ای طراحی شوند که در برابر کمانش ایمن باشند.
وزن هر عضو خرپا به‌طور مستقیم به سطح مقطع آن وابسته است و این وزن تا حدی تعیین می‌کند که سایر اعضای خرپا چه میزان باید مقاومت داشته باشند. بزرگ‌تر کردن سطح مقطع یک عضو، باعث می‌شود سایر اعضا نیز برای تحمل وزن اضافی، نیاز به سطح مقطع بیشتری داشته باشند که مستلزم تکرار چرخهٔ طراحی است. گاهی این فرایند چندین بار تکرار می‌شود تا به «سطح مقطع مناسب» برای هر عضو برسند. در مقابل، کوچک‌تر کردن سطح مقطع یک عضو، صرفاً باعث افزایش ضریب ایمنی سایر اعضا (بیشتر از مقدار لازم) می‌شود و نیازی به تکرار طراحی ندارد.
در خرپاهای بزرگ مانند پل‌ها، تأثیر وزن اعضای خرپا معمولاً در مقایسه با بارهای خارجی ناچیز است.

### طراحی اتصالات
پس از تعیین سطح مقطع حداقل اعضا، آخرین مرحلهٔ طراحی خرپا، جزئیات درزهای پیچی و بررسی تنش برشی در پیچ‌های مورد استفاده در اتصالات است. بسته به نیاز پروژه، اتصالات داخلی خرپا می‌توانند صلب، نیمه‌صلب یا مفصلی طراحی شوند. اتصالات صلب امکان انتقال گشتاور خمشی را فراهم می‌کنند که می‌تواند به ایجاد گشتاورهای خمشی ثانویه در اعضا منجر شود.

## کاربردها

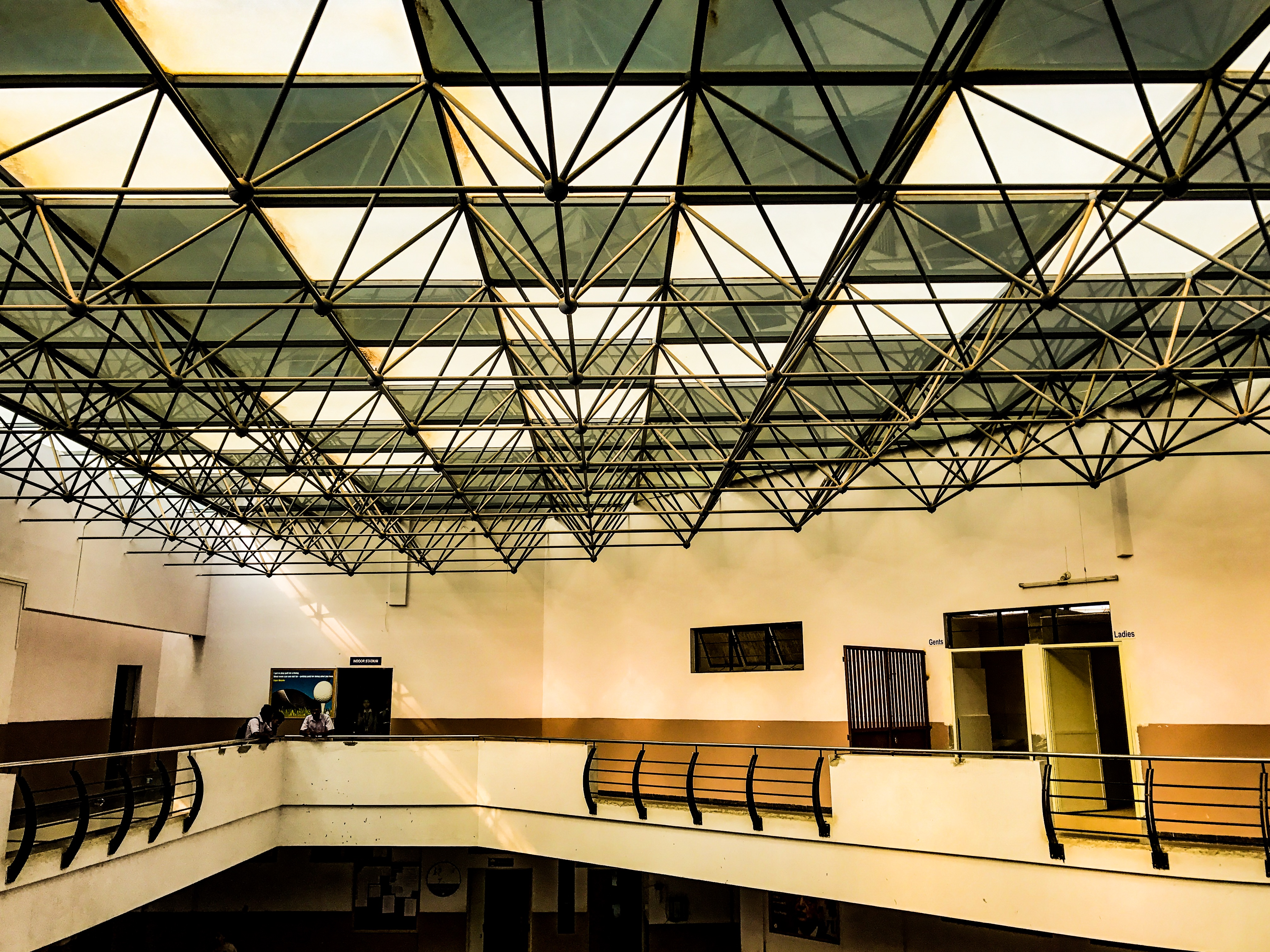
نوعی خرپا که در سقف‌سازی استفاده می‌شود

### سازه‌های قاب-ستونی
اتصال اجزا در یک سامانهٔ قاب‌بندی، برای یکپارچگی سازه اهمیت حیاتی دارد. در ساختمان‌هایی با خرپاهای چوبی بزرگ و دهانهٔ عریض، مهم‌ترین اتصالات، اتصال خرپا به تکیه‌گاه‌هاست. این اتصالات علاوه بر تحمل نیروهای ناشی از وزن (بارهای تکیه‌گاهی)، باید در برابر نیروهای برشی عمود بر صفحهٔ خرپا و نیروهای مکش ناشی از باد نیز مقاومت کنند. بسته به طراحی کلی ساختمان، ممکن است لازم باشد این اتصالات گشتاور خمشی را نیز منتقل کنند.
ستون‌های چوبی، امکان ساخت اتصالات قوی، مستقیم و کم‌هزینه را میان خرپاهای بزرگ و دیوارها فراهم می‌کنند. جزییات دقیق اتصال ستون به خرپا از طراحی به طراحی متفاوت است و ممکن است به نوع ستون بستگی داشته باشد. ستون‌های چوب‌بری یکپارچه یا الوار لایه‌ای معمولاً به‌گونه‌ای شیار داده می‌شوند تا سطح نشیمن خرپا ایجاد شود. خرپا بر این شیارها قرار گرفته و پیچ می‌شود. صفحه یا براکت ویژه‌ای نیز ممکن است برای افزایش ظرفیت انتقال بار به اتصال افزوده شود. در ستون‌های مکانیکی-لایه‌ای، خرپا ممکن است بر لایهٔ بیرونی کوتاه‌شده یا لایهٔ داخلی کوتاه‌شده قرار گیرد. در حالت دوم، پیچ‌ها تحت برش دوگانه قرار می‌گیرند که یک اتصال بسیار مؤثر است.

## نگارخانه

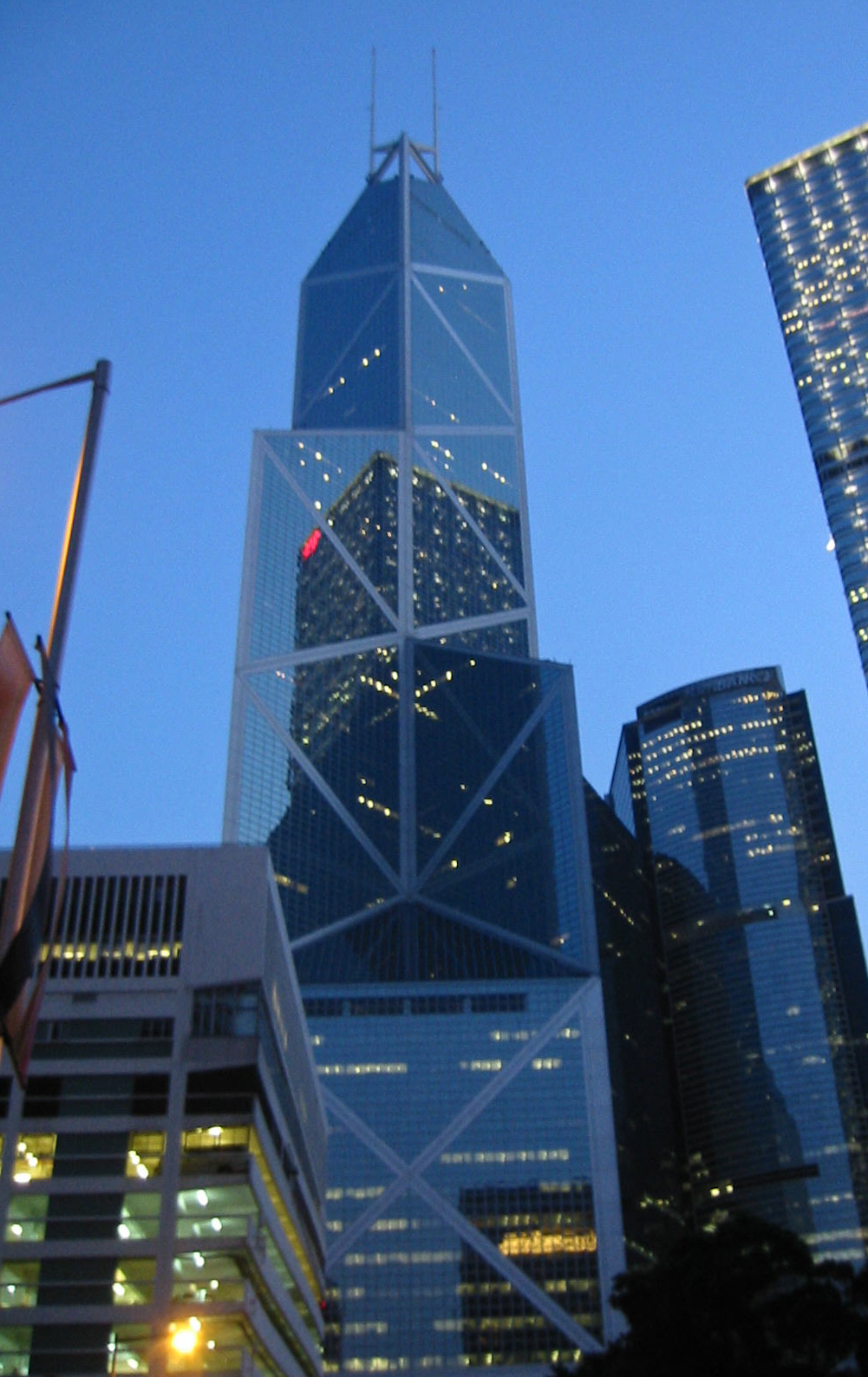
برج بانک چین (هنگ کنگ) با سازهٔ خرپایی قابل مشاهده از بیرون
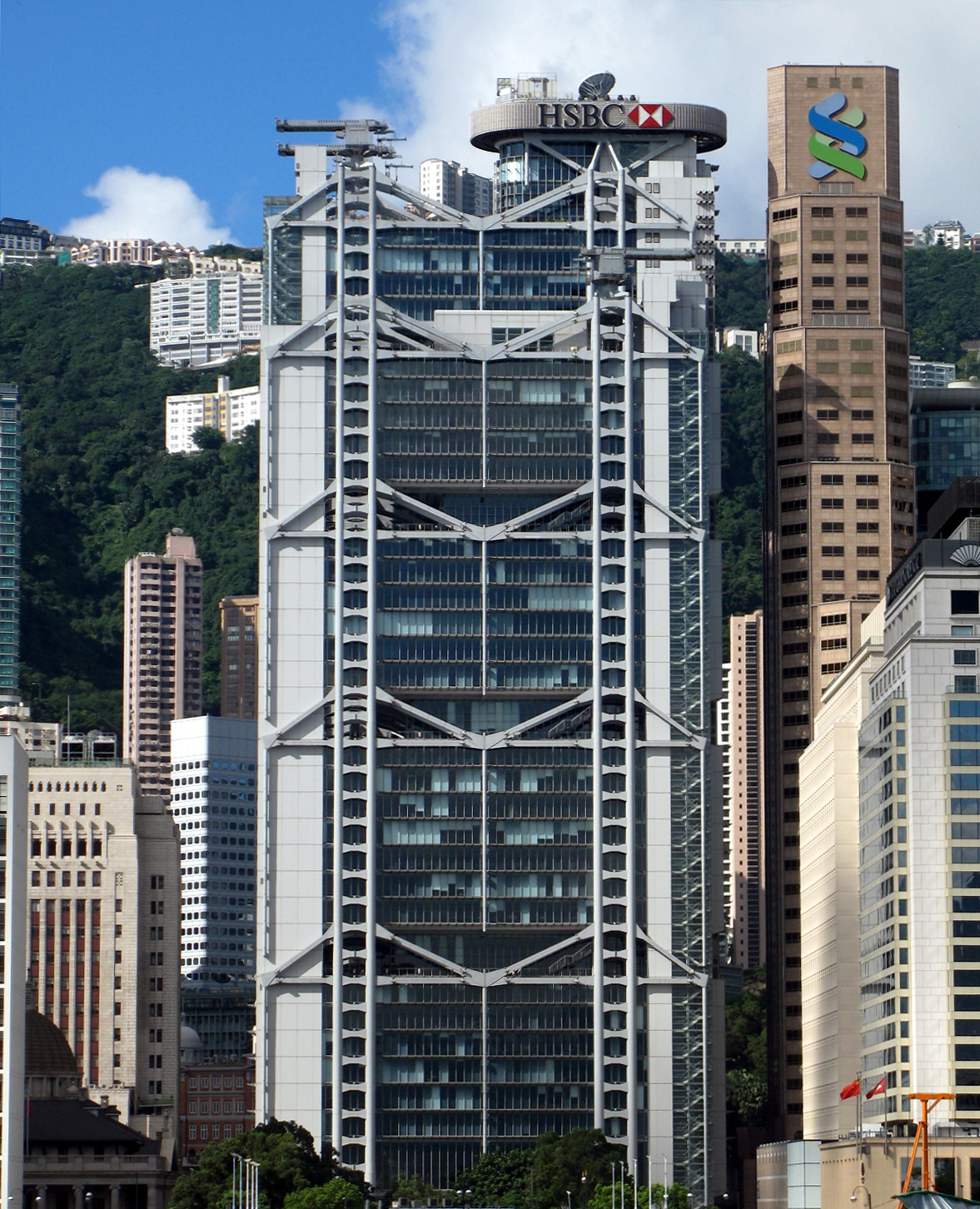
بانک هنگ‌کنگ و شانگهای با سازهٔ خرپایی قابل مشاهده از بیرون
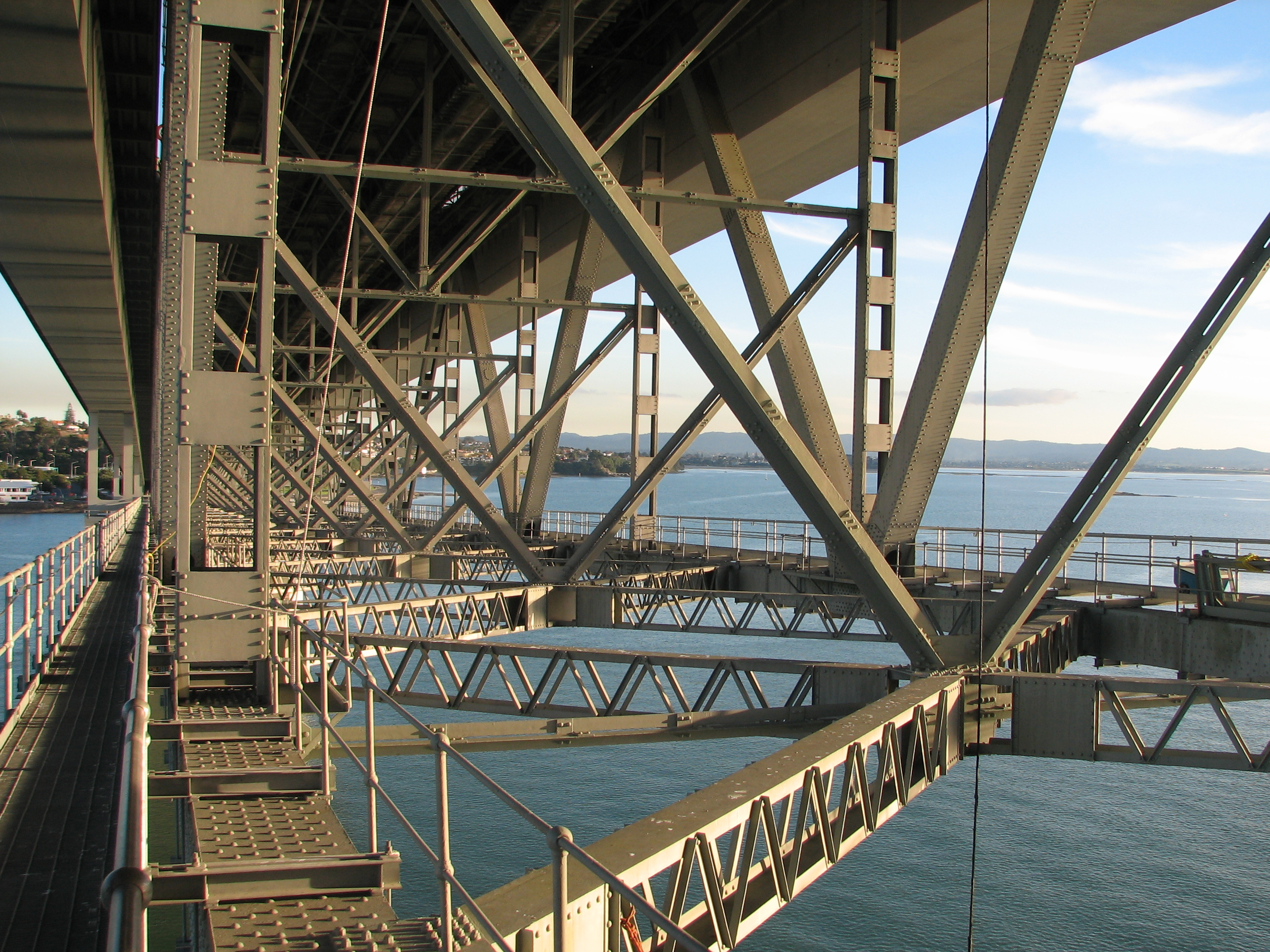
سازهٔ نگهدارنده زیر پل بندر آوکلند
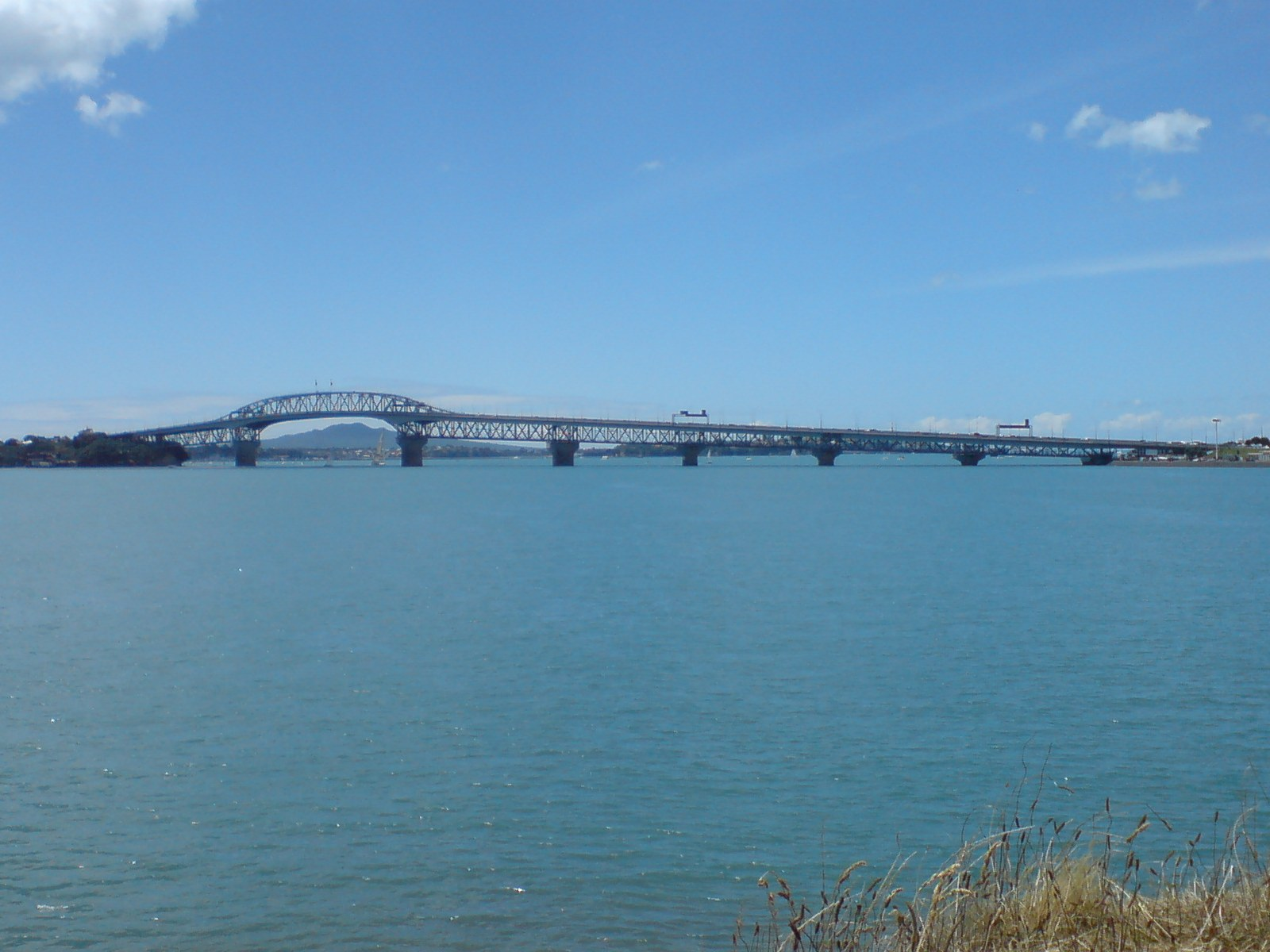
پل بندر آوکلند از نمای جزیره واچمن در غرب آن
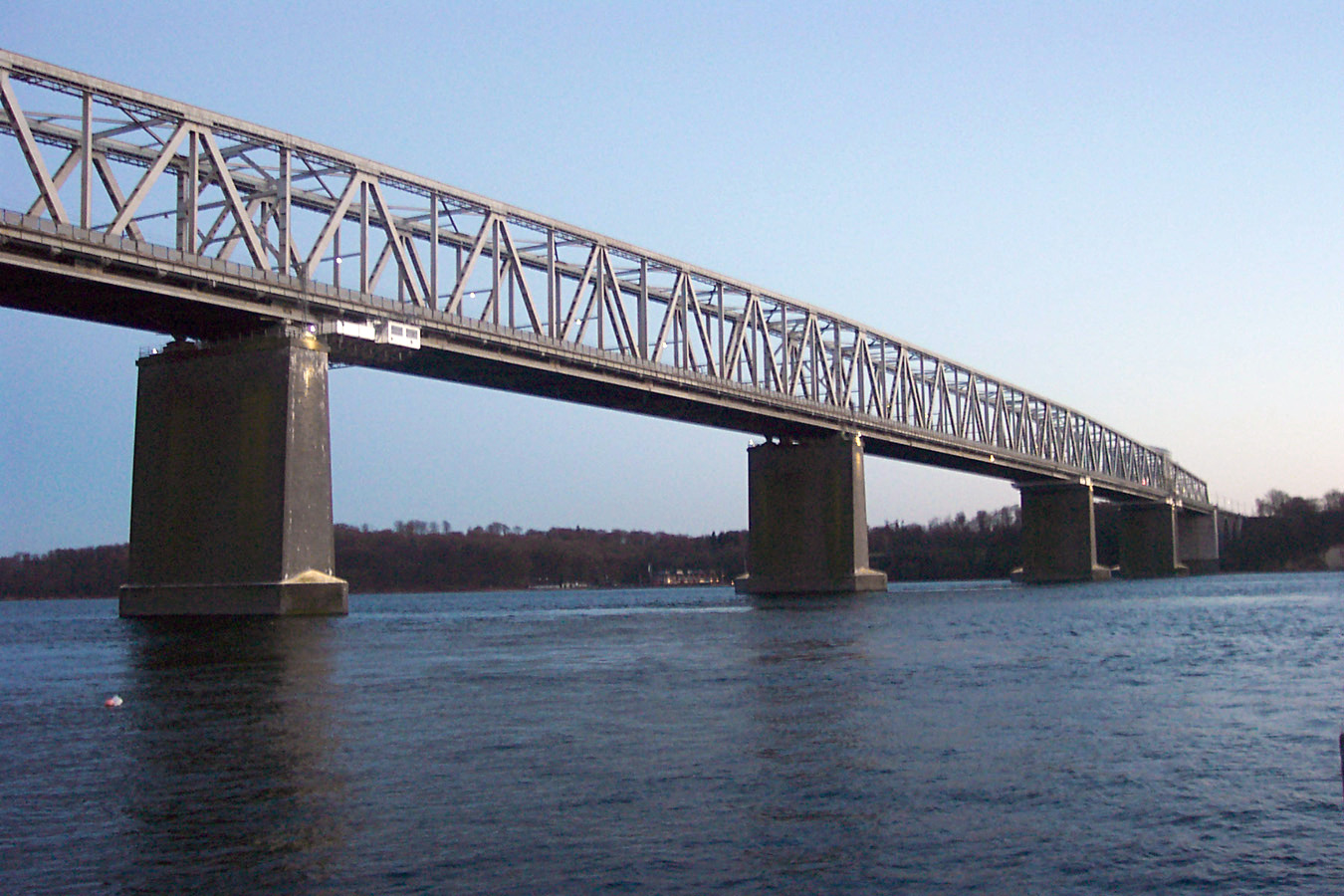
پل لیتل بلت: یک پل خرپایی در دانمارک
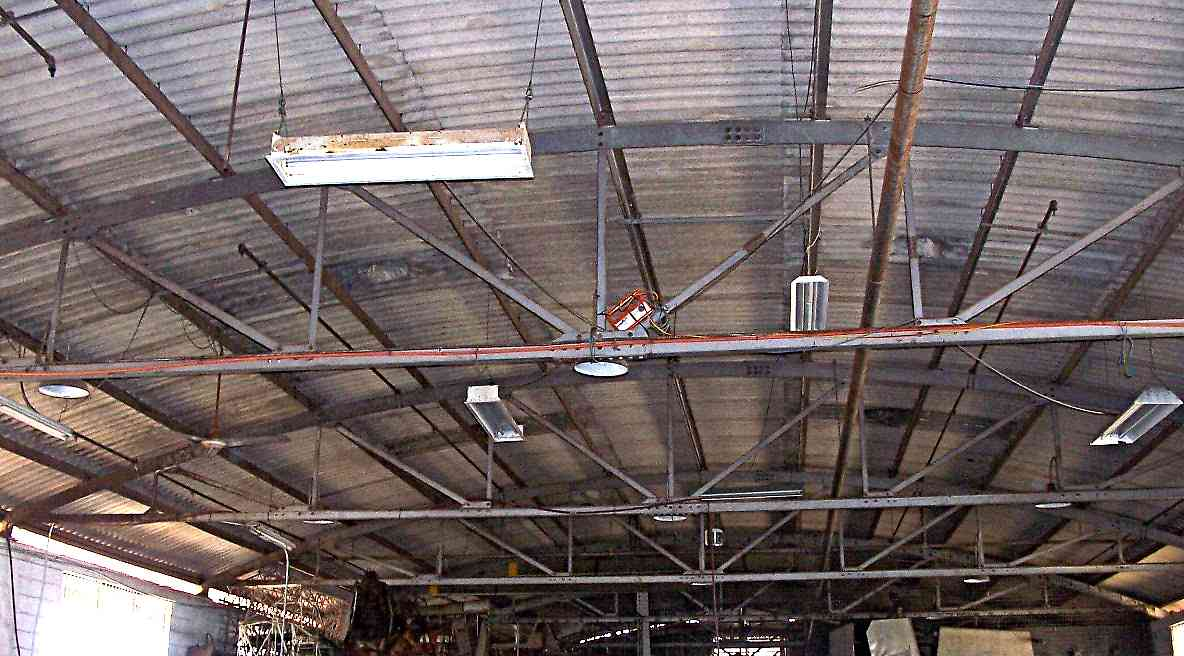
خرپاهای سقفی فولادی قوسی‌شکل پیش‌ساخته، ساخته‌شده در سال ۱۹۴۲ برای تأسیسات وزارت جنگ در شمال استرالیا
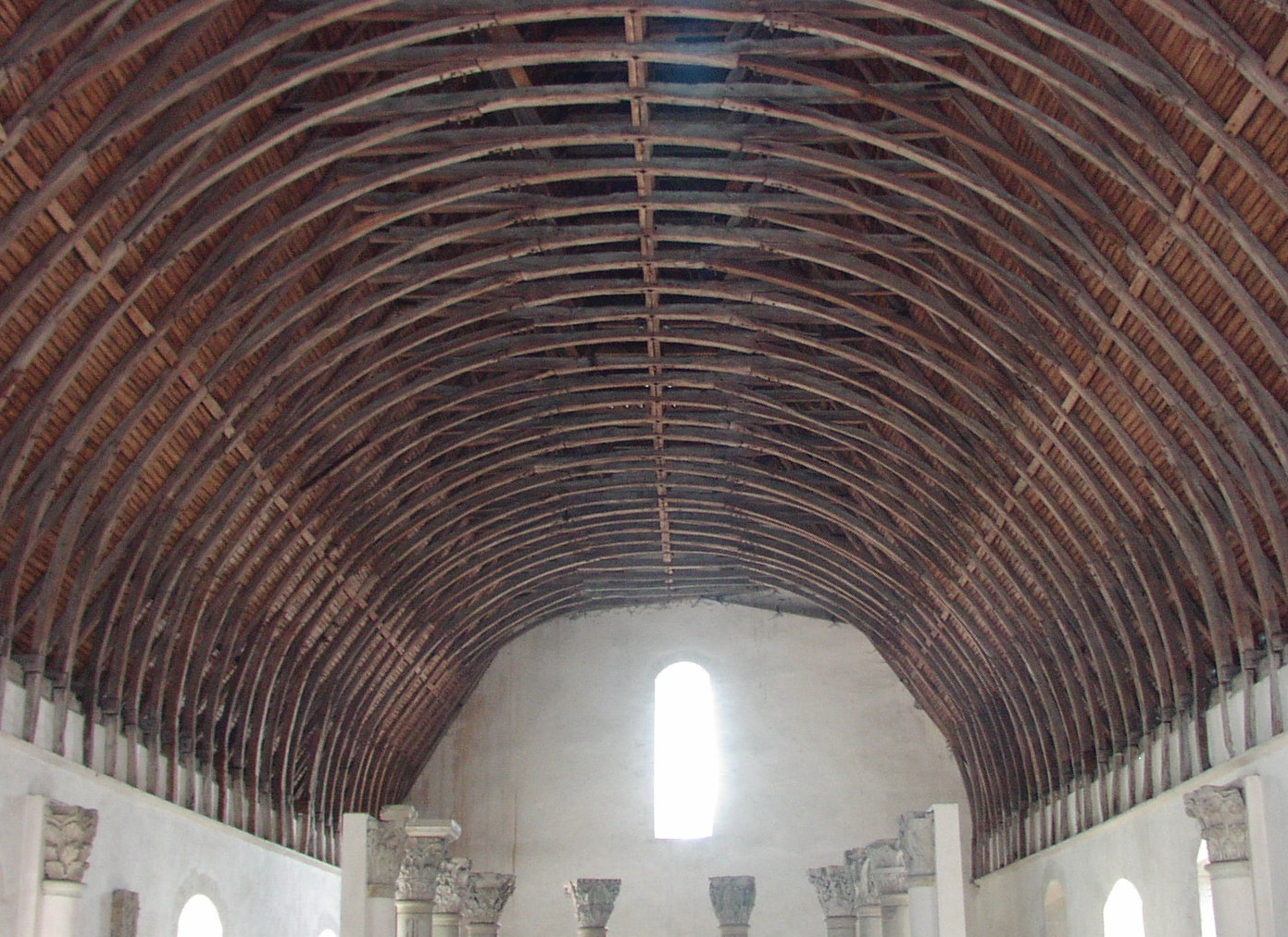
خرپای سقف در ساختمان جانبی صومعه کلونی، فرانسه
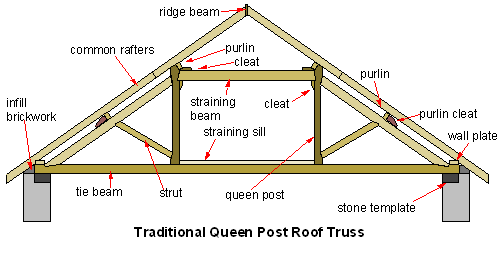
برشی از یک خرپای سقف چوبی با دو پایهٔ عمودی (کوئین‌پست)
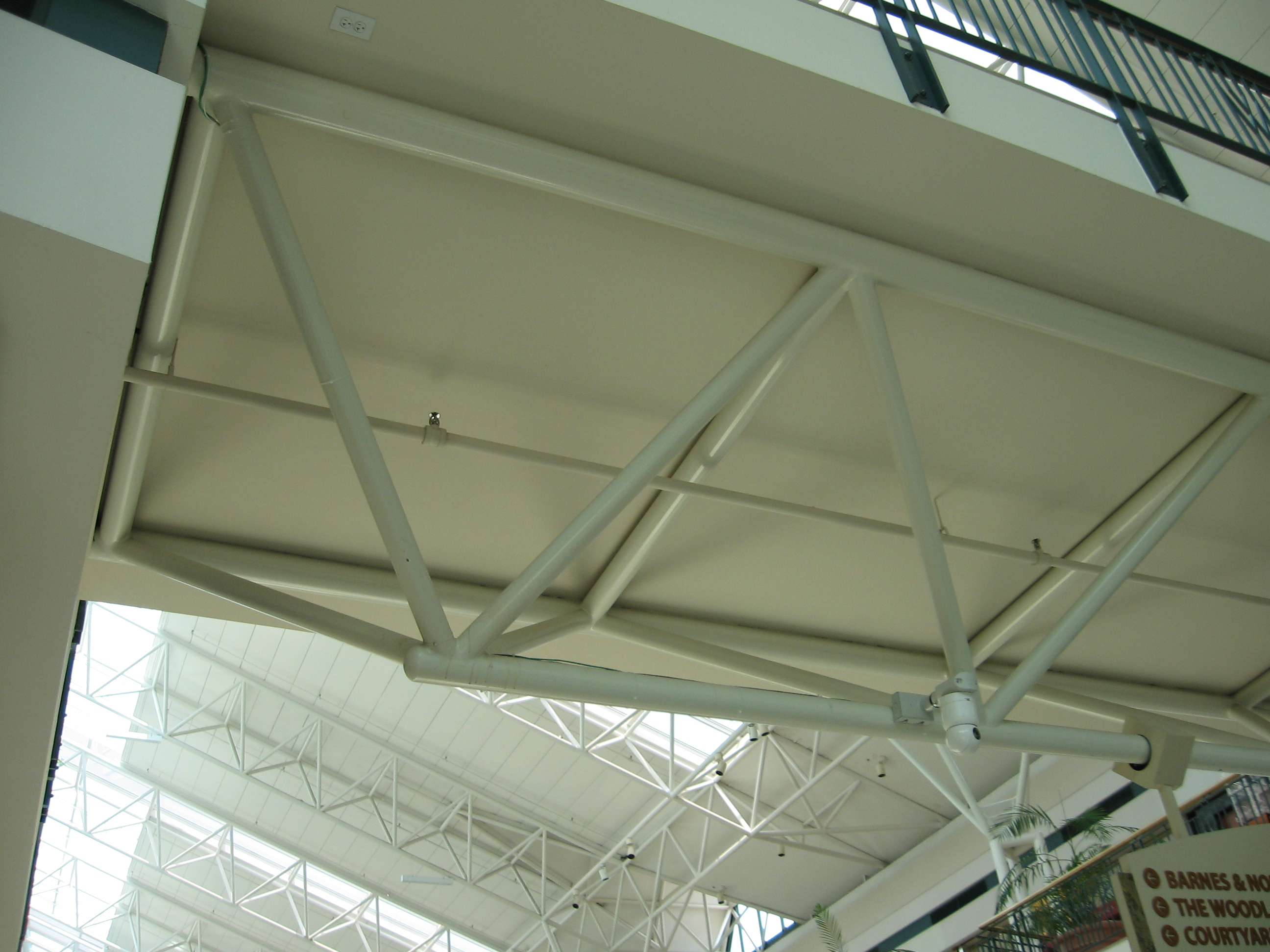
خرپای فضایی حامل یک کف در مرکز خرید وودلندز
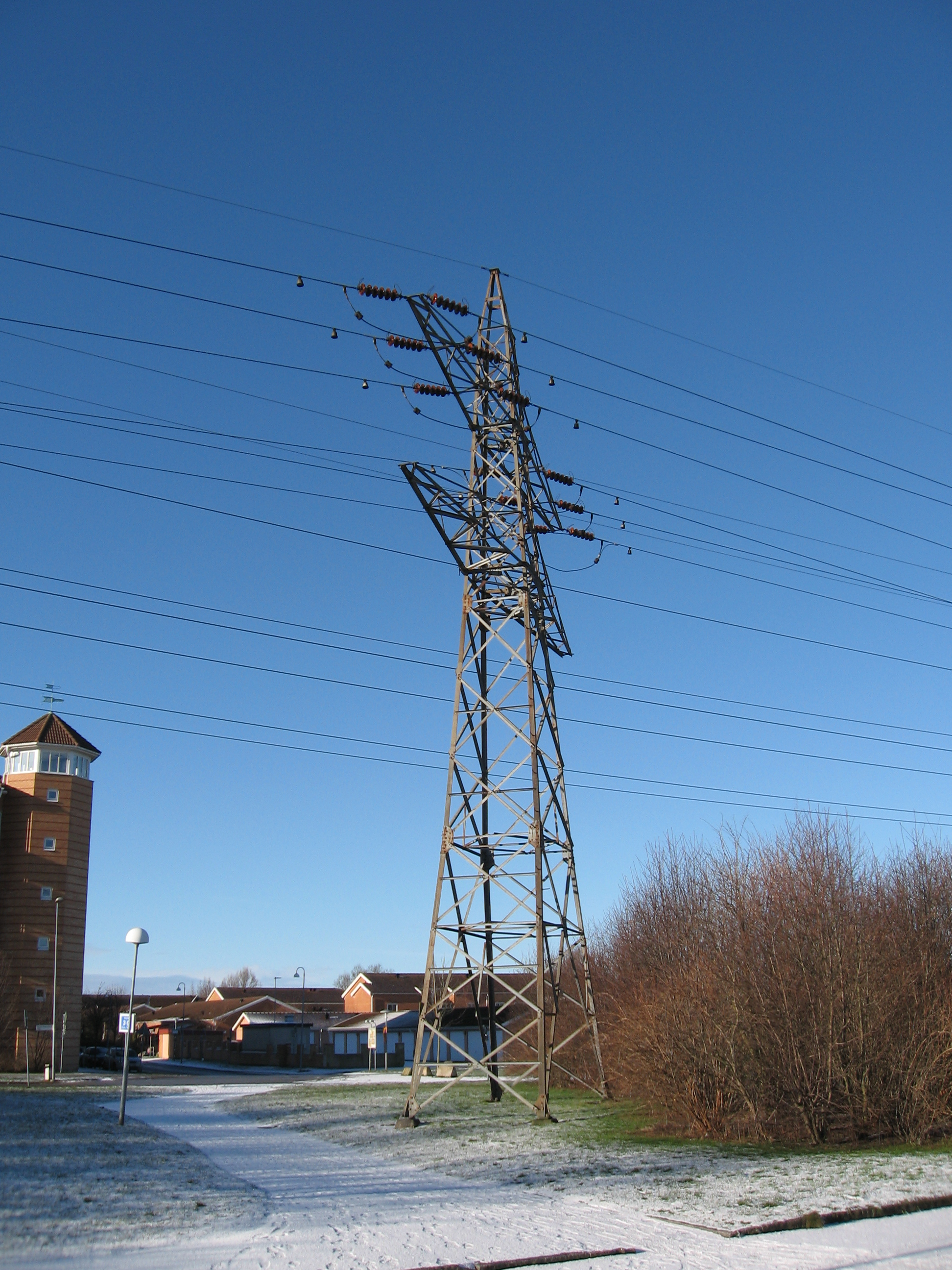
دکل برق
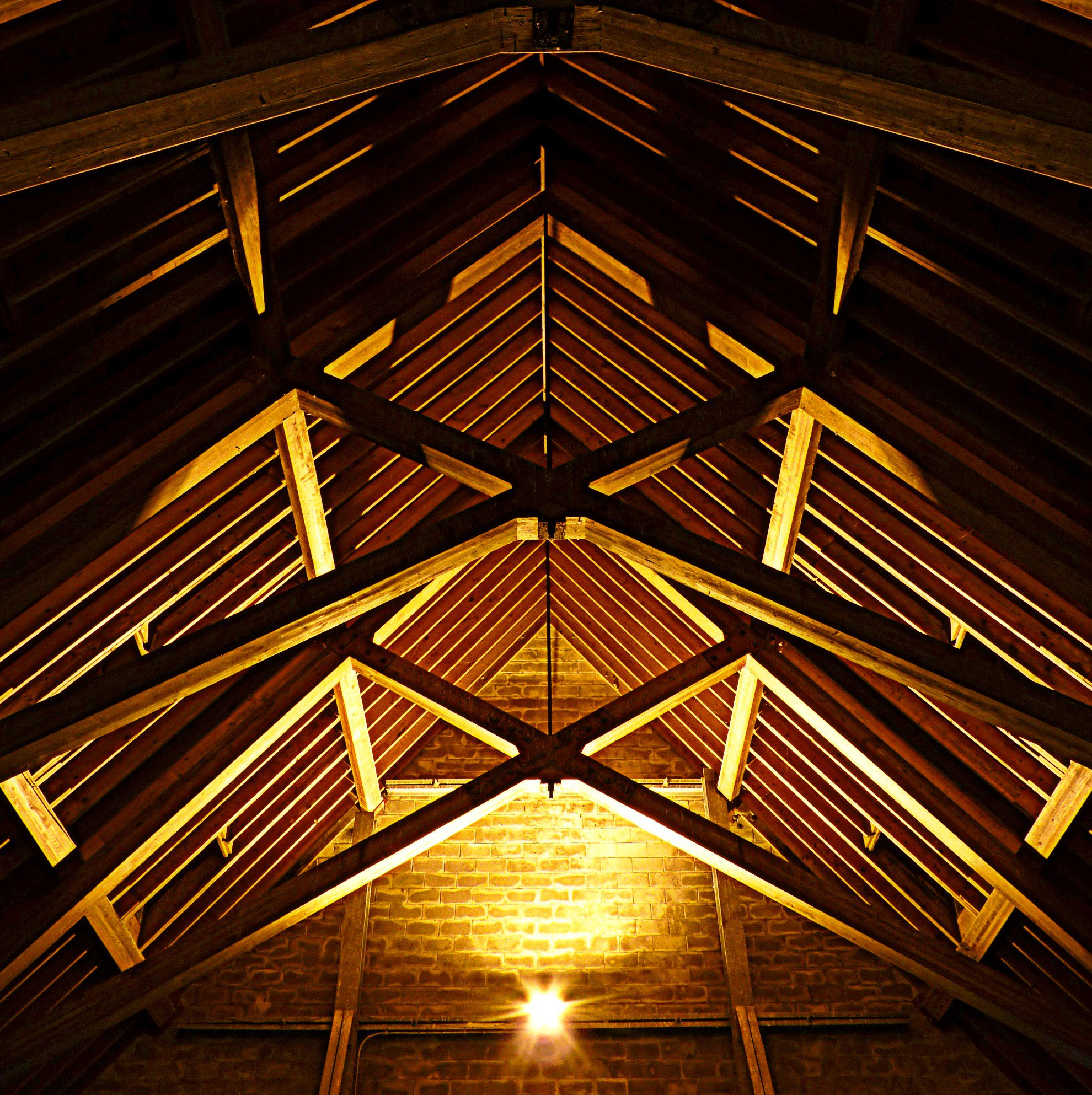
خرپای سقف چوبی
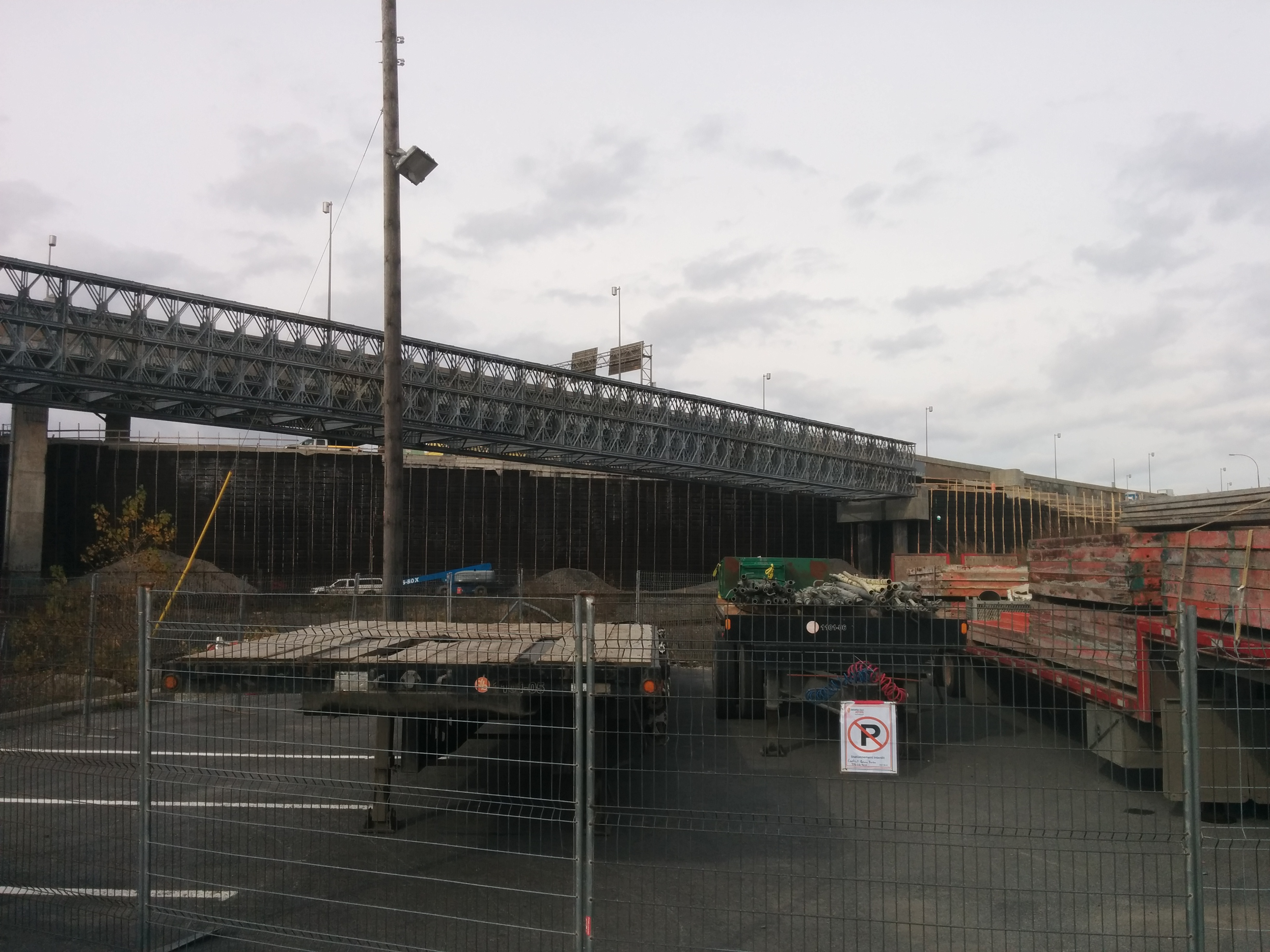
پل موقت مدرن ساخته‌شده از پانل‌های خرپایی پل بیلی در مونرئال، استان کبک
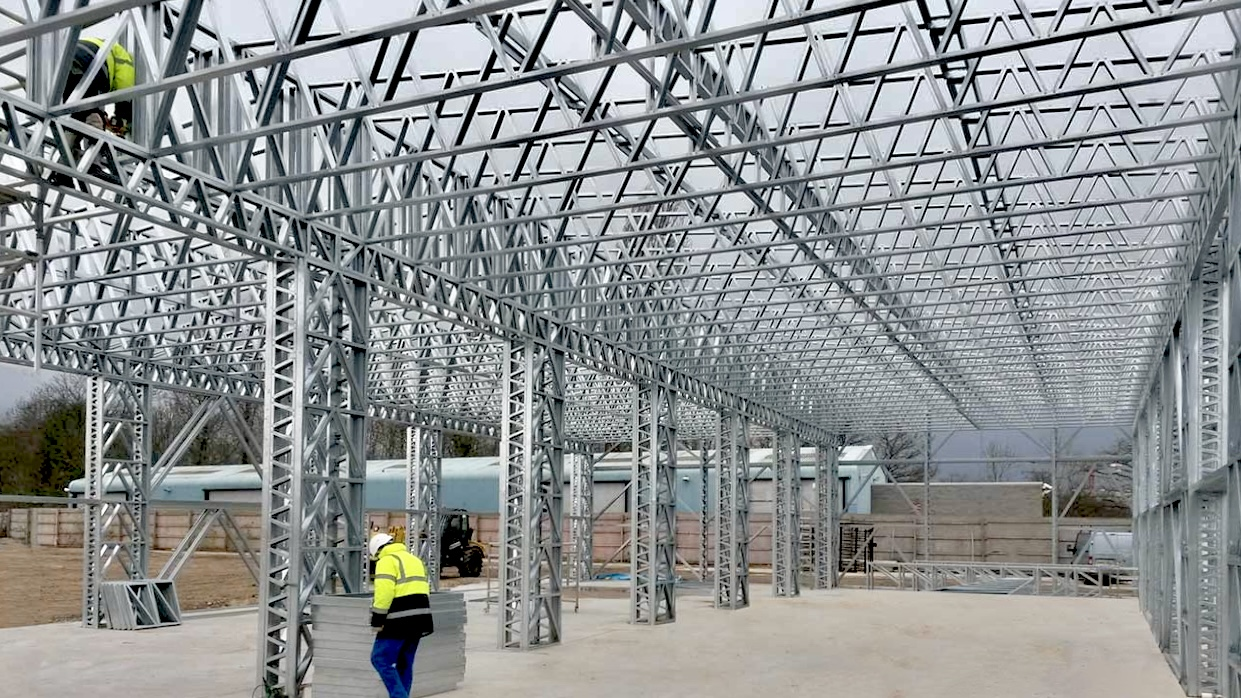
سازهٔ خرپایی سه‌بعدی
نمونه‌ای از محاسبهٔ نیروهای خرپا توسط برنامه‌ای که از روش حل ماتریسی گاوس استفاده می‌کند